# Magyar belháború (1526–38)
A magyar belháború (1526–38) névlegesen polgárháborús konfliktus, amely I. (Habsburg) Ferdinánd, valamint magyar hívei és Szapolyai János között zajlott a magyar trónért, ezzel együtt az első Habsburg–török összecsapás is volt.
A külső (főleg török) intervenciókkal teli konfliktus Magyarország történelmének egyik legnagyobb polgárháborúja volt. A belháborút megelőző és ahhoz jelentősen hozzájáruló belső viszályok sem közvetlenül ezzel egy időben alakultak ki, hanem régebbi keletűek, Mátyás király halálától indulnak.
Nagyjából a 16. század eleje óta a magyar nemesség különböző klikkekre, pártokra szakadt, melyeknek az ország martalékul esett. A központi hatalom (a király) tehetetlen volt ellenük. A másik oldalról az Európát meghódítani akaró és óriási túlerővel támadó Oszmán Birodalom fenyegetett. Ennek tulajdonítható, hogy a mohácsi mezőn a két világháború előtti legsúlyosabb vereségét szenvedte el az ország.
Az ausztriai Habsburg-család a Jagellókkal kötött házassági szerződés értelmében igényt tartott a magyar trónra, de a köznemesség nagy része az 1505-ös rákosi országgyűlésen hozott határozatra, a Rákosi végzésre hivatkozva inkább nemzeti királyt választott, Szapolyai János személyében. A Rákosi Végzést azonban az uralkodó király II. Ulászló nem ratifikálta.
Ferdinánd mellé először csak a horvátok és néhány főnemes csatlakozott, kik közt szép számmal voltak olyanok, akiknek Szapolyaival régóta fennálló, meglehetősen személyes jellegű nézeteltérésük volt, mint Báthori István nádor. Akadtak olyanok is, akik egyik párthoz sem szegődtek, hanem személyes haszonszerzés céljából rabolták és fosztogatták mindkét ellenkirály területeit, mint a legtöbbet emlegetett csulai Móré László.
Szapolyait hamar kiszorították az országból, és ekkor a magyarok abból a meggyőződésből álltak Ferdinánd mellé, hogy ő megvédi őket a törököktől, és visszafoglalja tőlük Nándorfehérvárt.
Miután Szapolyai az európai uralkodóktól nem kapott segítséget ahhoz, hogy Ferdinánddal rendezze a kialakult háborús konfliktust, ezért nem tehetett mást, minthogy Isztambulba menesztette segélykérő követét, Laszky Jeromost. I. Szulejmán, aki 1526-ban nem szállta meg az országot, most nem akarta, hogy az Habsburg uralom alá kerüljön, ezért katonai támogatás mellett megkezdte a magyar területek tényleges okkupációját és az Oszmán Birodalomhoz való csatolását. Szapolyait a szultán igyekezett vazallusi viszonyba kényszeríteni, amit később Erdéllyel meg is tett. Az Oszmán Birodalomnak ez egy régi módszere volt, amit még a 14.-15. században is alkalmazott a balkáni államok, például Szerbia ellen, hogy először függésbe kényszerítette, majd a következő évtizedekben a birodalomhoz csatolta a kiszemelt területeket.
Első közbelépésekor a török sereg megostromolta a császárvárost, de visszaverték. A korábban megszerzett magyar területeket azonban Ferdinándnak már nem volt ereje visszaszerezni és támogatóinak rá kellett döbbenniük, hogy ő sem képes megállítani a török terjeszkedést.
A harcok ezután még évekig tartottak és hol az egyik, hol a másik fél javára billent a szerencse, attól függően mikor lépett közbe a szultán. Az állam vezetői, valamint a főnemesi és egyházi méltóságok a két oldal között ingadoztak. Az ország ketté szakadt és pusztult a pártviszályok, valamint az átvonuló idegen török, spanyol, német és más hadak pusztításaitól.
A pártállásukat változtatók saját érdekeik szerint szegődtek az egyik vagy másik uralkodó szolgálatába. A két tábor hívei egyetlenegyszer, Lodovico Gritti kormányzó ellen léptek fel közös erővel.
Bár a Szapolyai és Ferdinánd közötti háború megegyezéssel zárult, amely nem döntötte el a két fél közötti konfliktus kimenetelét, de már ekkor minden jel arra mutatott, hogy a két király közti harcban a „nevető harmadik,” a szultán járt jól. Szapolyai és Ferdinánd egyformán gyenge uralkodók voltak, utóbbi is csak Bécset volt képes megtartani, s azt követően is csak Szapolyai ellen volt képes érdemben felvenni a harcot.
A török segítség inkább súlyos csapás és teher volt az országra nézve, mert a törökök még szövetségeseik területeit is pusztították.
A háború végén Ferdinánd nem kötött békét a törökökkel, de Szapolyaival született egy titkos megállapodás Váradon, mellyel az Habsburgok elvileg ugyanazt érték el, mint 1515-ben a Jagellókkal kötött házassági szerződéssel. Ha Jánosnak nem születik utóda, akkor Ferdinánd az egész országot elnyeri. Valószínűleg tudott erről a szultán, ezért 1538 után végképp eltökélte az ország bekebelezését, amit lényegében már az 1529-es beavatkozás óta elkezdett. 1541-ben, miután elűzte Ferdinánd seregeit Buda alól, a várat „védnökség” címén elfoglalta – a középső területek megszállásával ék formában belehasított a Magyar Királyságba. Ez a terület a következő százhúsz évben tett hódítások nyomán csak szélesedett, nemcsak effektív foglalásokkal, hanem hódoltatásokkal is.

## Előzmények
A Jagellók számára – akik Magyarországot anarchiába süllyesztették –, nagyon komoly kihívást jelentett a délről jövő török fenyegetés. A velük szembeni harc ütőképességét csökkentette, hogy a rossz kormányzás következtében leromlott az ország gazdasági állapota és elharapódzott a villongás és a fejetlenség. A nemesség, ahelyett, hogy a külső ellenséggel szemben egységesen lépett volna fel – mely az európai normáknak megfelelően kötelessége lett volna –, egymással vívott ádáz küzdelmet, és az állami pénzeket szinte mind felélték. Katonai erőként csak az elavult bandériumok álltak rendelkezésre, melyek ellátása is rendkívül alacsony szintű volt.
II. Lajos megpróbálta megerősíteni a királyi hatalmat. A kormányzáshoz megvolt az adottsága, de a gyakorlatban ezt nem tudta érvényre juttatni. A főurak nihilizmusa, és az egyre aggasztóbb török terjeszkedés előrevetítette a katasztrófát, mely 1526-ban be is következett. Mohácsnál a törökök menetből megsemmisítették a magyar sereget és az ellenség elárasztotta az országot. A király elesett és az állam már a teljes széthullás szélére sodródott, amikor a szultán kivonult az országból. A teljes káoszban senki nem emelte fel szavát az ország védelme érdekében, sőt ekkor is inkább saját anyagi helyzetük megerősítését helyezték előtérbe. A mohácsi csatából elmenekült Báthory István nádor például a kialakult zűrzavart arra használta fel, hogy kirabolja a török elől menekülő pécsi prépostot és a kincseket még Ferdinánd felszólítása ellenére sem adta vissza.
A szultán kivonulása után egyedül Frangepán Kristóf horvát bán volt az, aki erős kézzel állította helyre a rendet a Dráva vidékén és mellé állt Szlavónia, valamint Pozsega, Somogy, Baranya és Zala vármegyék.
A pillanatnyi veszély elmúlt és nem kellett tartani attól, hogy Szulejmán a birodalmához köti az országot. Szulejmán azonban már ekkor tartott attól, hogy a Habsburgok talán megkísérlik birtokukba venni Magyarországot, ezért a Szerémségben elfoglalt várakat (köztük Péterváradot és Szávaszentdemetert) megerősítette és csak Horvátország ellen folytatott hadműveleteket, még Ferdinánd hadjáratakor is.

### Előkészület a királyválasztásra
A török hadsereg kivonulásával új helyzet állt elő, mert a magyaroknak most már nem az oszmánok elleni fellépésre, hanem a központi kormányzat helyreállítására kellett gondolniuk.
A nemzeti dinasztiáját vesztő ország az idegen uralkodócsaládokkal szemben féltékenyen őrizte szabad királyválasztó jogát és rendi kiváltságait. Ebben a korban nagy jelentőséggel bírt Werbőczy nemzeti álláspontja. A nemesség meg volt győződve arról, hogy az idegen uralkodó romlásba döntheti a magyar királyságot. Épp ezért az 1505-ös országgyűlésen kiadott Rákosi végzés értelmében egy magyar főurat kellett, hogy válasszanak. Ennek azonban nagyon komoly hátrányai voltak, egyfelől az ország Jagellók óta hanyatló gazdasági állapota miatt, másrészt a pártviszályokkal megosztott országban a királyjelöléseket az egyes pártok várhatóan fegyveres erővel is készek lettek volna megakadályozni. A köz- és kisnemesek ugyan ellensúlyozhatták volna a főurak azon csoportját, akik szították tovább az anarchiát, s ugyan ez a csoport nem állt túl sok személyből, de birtokaik és előjogaik révén a leghatalmasabbak közé tartoztak. Temérdek kiváltságaikkal szemben a köz- és kisnemesek már nem jelentettek meghatározó politikai erőt, mivel a belső zavarok és a gazdasági összeomlás – amelyet még a főurak általi kizsigerelés is súlyosbított – tönkretették őket. A parasztság is szinte teljesen elszegényedett. A királyi hatalom a polgárságra sem támaszkodhatott, mert az nagyon kisszámú réteget alkotott Magyarországon, sőt, közöttük is sok volt a német.

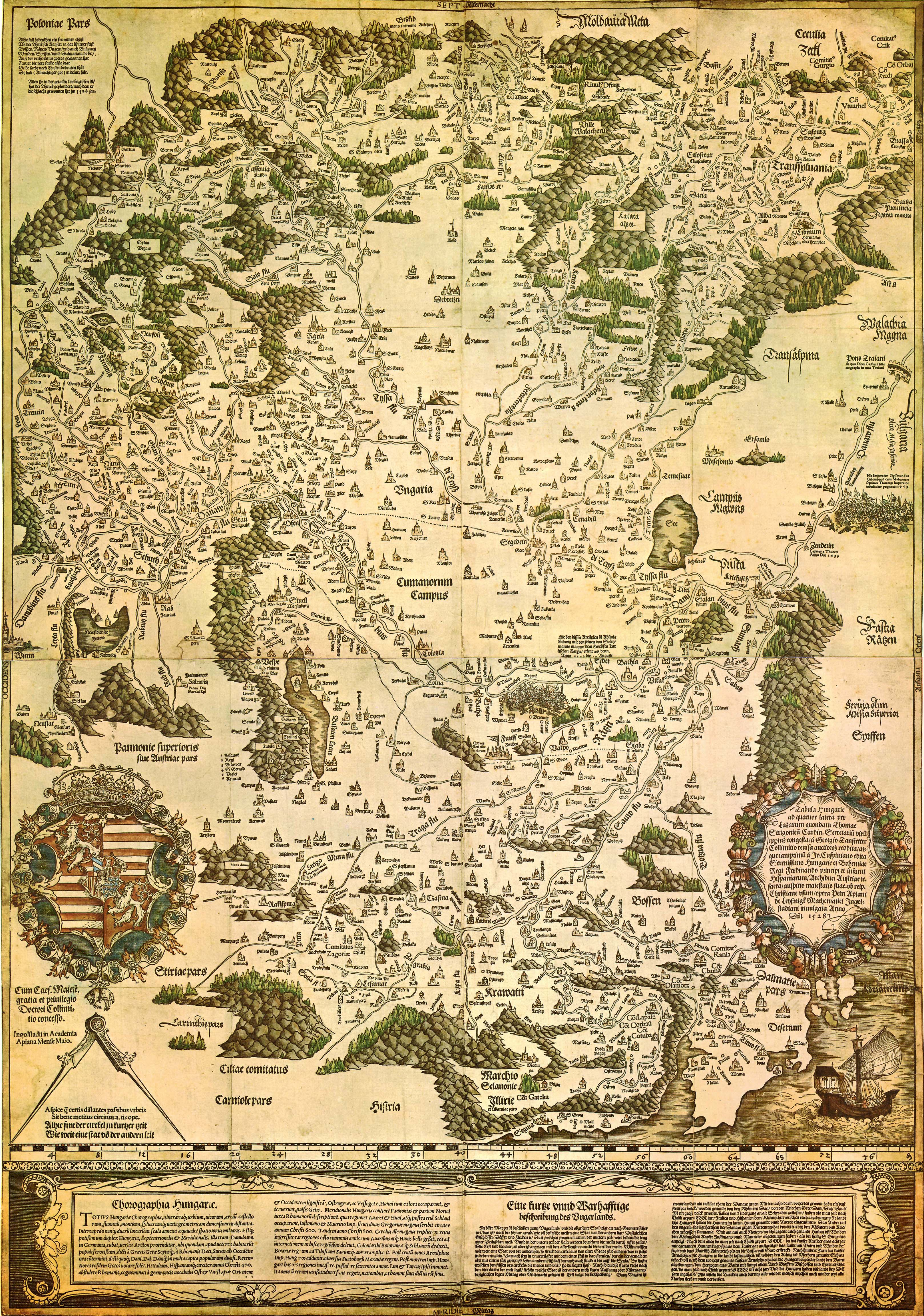
Tabula Hungariae, Lázár deák térképe Magyarországról (1526-1528)

Az igazi királyválasztó erőt így a pártokra szakadozó főurak és a főpapok képviselték. A két fő párt az ország keleti és nyugati részén tömörült, ahol saját szerveződéseket hoztak létre, míg az alacsonyabb rangú nemesek mint familiárisok közéjük sodródtak és ők, valamint a polgárok és parasztok lettek a pártharcok vesztesei.
Még a súlyos és lélektanilag is rendkívül lesújtó mohácsi vész szörnyű élménye sem tudta az egy nemzedék óta megosztott magyarságot egy táborba vezérelni, és továbbra is elterelődött a figyelem a török veszedelemtől.
A királyválasztást csak azután lehetett előkészíteni, hogy a szultán szeptemberben kivonult Magyarországról. Addig sem a Habsburgok, sem más uralkodók nem pályáztak a magyar trónra, mivel nem mertek ujjat húzni az Oszmán Birodalommal, és némelyek közülük más területen is háborúkat viseltek. Ferdinánd augusztus 30-án épp Speyerből Innsbruckba tartott és nem értesült arról, hogy Magyarországon mi ment végbe.
Felmerült ugyan a lehetősége annak, hogy megint idegen uralkodó kapja a Szent Koronát, és e tekintetben a magyar vezetők némelyike szívesebben látta volna a trónon I. Zsigmond lengyel királyt, semmint egy németet. De Zsigmond nem akart magyar király lenni, egyrészt mert óvakodott az osztrákokkal és a németekkel való összetűzéstől, másrészt 1525-ben békét kötött Szulejmánnal, így a magyar királyság megszerzése kiválthatta volna a szultán ellenszenvét. Zsigmond testvére, Ulászló révén szemmel tartotta az itteni viszonyokat és lehetőségéhez mérten segíteni akarta testvérét, de a magyar korona megszerzését nem vállalta, ezért addig halogatta a magyar küldöttség kérésének teljesítését, amíg a közvélemény hangulata is megváltozott egy újabb külföldi király személyét illetően, s már csak a nemzeti király választása jöhetett szóba. Az ellentétben állók a német határhoz közeli Pozsonyba gyűltek össze, ahol Mária királyné, Lajos király özvegye is élt. Mária azt akarta, hogy testvére, Ferdinánd főherceg üljön a trónra, egyrészt családi kapcsolatai miatt, másrészt bízott Ferdinándnak és V. Károly német császárnak és spanyol királynak az erejében és tekintélyében. A királyné és hívei úgy látták, hogy Ausztria, a Német-római Birodalom és Spanyolország együttesen megállíthatták volna az oszmánokat. Szulejmán Spanyolország és Nápoly ellen is háborút is viselt, amely még apjának, I. Szelim szultán uralkodása alatt kezdődött.

Tiziano: V. Károly a mühlbergi csatatéren. Testvérének, Ferdinándnak a királysága mellett a döntő szó az övé volt: „Magunk és alattvalóink erejét arra kezdjük előkészíteni, hogy amennyiben lehet, a törököt rövid időn belül s gyorsan elverjük a küszöbötök elől, sőt, ha Isten segít, határszéletektől is távol tartsuk.”

Ferdinándnak ekkor még elég kevés magyar támogatója volt, Horvátországot nem számítva, amely már régóta a Habsburgok mellett kötelezte el magát. A horvátokat érintették a legsúlyosabban a török támadások, s mivel úgy látták, hogy a magyar király nem tesz értük semmit, ezért lettek Habsburg-orientáltak. Ferdinánd felügyelete alá tartoztak azonkívül a horvátországi várakban szolgáló német és osztrák erők, melyeket még az 1521-26-os török háború alatt rendeltek oda, így de facto Horvátország már a kezében volt. Habár bízhatott a németek és spanyolok támogatásában is Magyarország megszerzésére, de testvérét Károlyt lekötötte az I. Ferenc francia király ellen vívott itáliai háború, amit nyomban követett a Cognaci Liga háborúja. Kezdetben a főherceget a Magyarországon uralkodó személyes ellentétek is elbizonytalanították saját esélyét illetően.
A Habsburgok századokon át igényt támasztottak a magyar királyságra, amint bármilyen üresedés volt a trónon. Eddig egyszer szerezték meg a Habsburgok a koronát, I. Albert idején. Ferdinánd végül elhatározta trónigénye érvényesítését. A török terjeszkedés is arra ösztönözte, hogy Magyarország egy ütköző államot képezzen az osztrák tartományok előtt, mivel az oszmánok már korábban is rátörtek a fennhatósága alatt álló területekre, elsősorban a szlovén tartományokra (Krajna, Stájerország, Karintia).
A Habsburgok az 1463-ban és az 1491-ben, a magyarokkal kötött békeszerződésekben öröklési jogot szereztek maguknak a magyar trónra Mátyás királytól és II. Ulászlótól. A Habsburg-Jagelló házassági szerződéssel ezt a jogot tovább erősítették. A házasságokra idővel sor került, és Miksa halálával a jogigényt az osztrák főherceg vitte tovább. Ferdinánd 1526 előtt is sűrűn beavatkozott Magyarország ügyeibe, főleg a területeit ért török támadások miatt.
Szapolyai János erdélyi vajda régen vágyott arra, hogy magyar király lehessen. Amint nyilvánvaló lett, hogy Lajos nem él, egyből bejelentette trónigényét. Ellenségei már Lajos uralkodása alatt is megvádolták azzal, hogy a királyság megszerzése érdekében török segítséget vesz igénybe. Olyan mende-monda is keringett, hogy Erdélyt önálló államként deklarálja és ott alapít új királyságot. Ezeket a régebbi keletű koholt vádakat az osztrákok is tovább terjesztették. Alaptalanságukat mindinkább alátámasztják azok a tények, hogy Szapolyainak nagyobb volt az esélye a királyi hatalom megszerzésére, hisz a főurak többsége mellette állt. Ferdinánd hívei kevesebben voltak Szapolyai támogatóinál, és jobbára a vajda ellenfelei is. Az erőviszonyokon érdemben nem változtatott az sem, hogy néhány főurat Mária átállított a testvére mellé. Sok olyan állítás és vád látott még századokkal később is napvilágot, miszerint a törökökkel már a mohácsi vész előtt kapcsolatban állt. Ezt a koholmányt is a Habsburgok hintették el, miután Szapolyai szövetséget kötött a szultánnal. A vajda mellett esélyesnek tűnt egy darabig Frangepán is, aki viszont a Szapolyai iránti lojalitása révén inkább hűen szolgálta őt és nem lépett fel jelöltnek.
Szapolyainak tizenötezer katonája és hatalmas birtokai voltak az országban, vajda méltósága révén pedig, uralmának szerves képződményei alakultak Erdélyben és az északkeleti vármegyékben. Övé volt Tokaj, Lippa, Trencsén, Pápa és Szepesi vár, vagyis a belső magyar területeken fekvő jelentősebb erősségek. Fegyveres erejét még kiegészítette a melléje állt Brandenburgi György őrgróf katonasága és Temesvár környéki birtokain kiállított vitézek. Mögötte sorakoztak az ország legjelentősebb családjai, köztük – Báthory István kivételével – a Báthoryak valamennyi tagja. Anyai ágon (lengyel és tescheni) hercegi családhoz tartozott, így uralkodói vérvonala is volt, sőt, felkészítést is kapott az uralkodásra. A köznemesség döntő hányada Werbőczy István vezérletével is Szapolyai oldalán állt. A kisnemesség egyenlőtlenül oszlott meg a két tábor között, de döntő szerepet sehol sem játszhatott.

Mindezek mellett a külső megjelenése és műveltsége is sokat nyomott a latba, így látszólag semmi akadálya nem volt, hogy nemzeti király lehessen.
A magyar köznemesség Werbőczyvel az élen képviselte azt a fő irányzatot az országban, ami gátat kívánt állítani a Habsburg család magyar trónra támasztott követeléseinek. Az 1505-ös rákosi végzés kimondta: II. Ulászló fiúörökös nélküli halála esetén a leányági öröklést nem ismerik el, és nem választanak többé idegen uralkodót, csak született magyart. Céljuk volt egyúttal, hogy a Királyi Tanácsban ne döntően a főúri pártok és klikkek kapjanak szerepet, hanem velük arányosan a köznemesi frakció is. 1505-ben azt is megfogadták a köznemesek, ha egy idegen uralkodó érvényesíteni akarja trónigényét, akkor fegyverrel fognak ellene támadni. A köznemesség eleinte jóindulattal viszonyult Máriához, mert tehetsége miatt megnyerte rokonszenvüket, de politikai irányvonaluk, Mária ténykedései miatt, már királyné-ellenes jellegű lett.
A főurak között akadtak olyanok is, akik semlegesek maradtak.

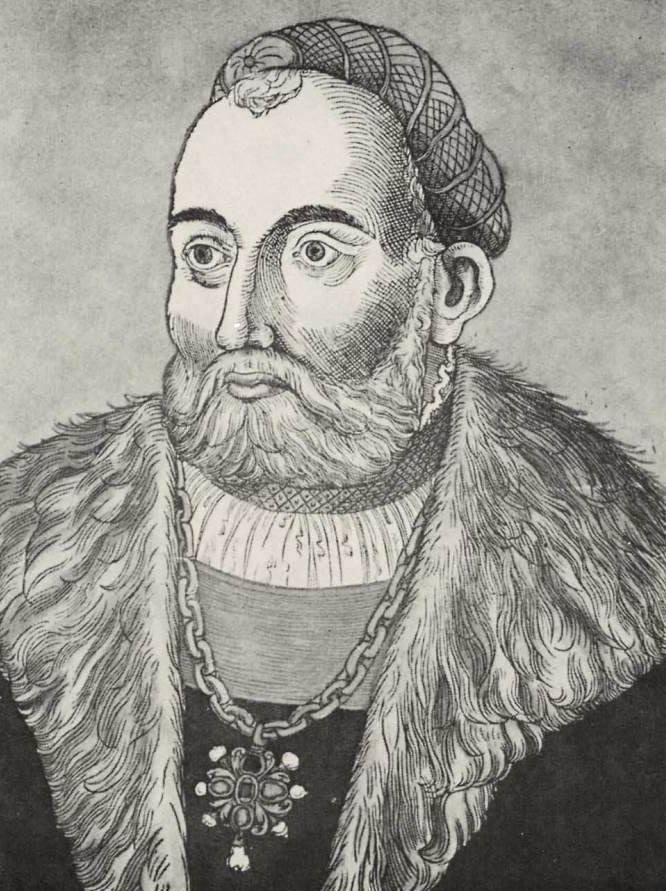
A két rivális király: Szapolyai János…

Mária fáradhatatlanul tevékenykedett azon, hogy Ferdinánd kerüljön ki győztesen az egyre kiélezettebb viszályból. De Ferdinánd csak annyiban látta feladatát, hogy a magyar trónt megszerezze, ezzel országa hátát biztosítsa az itáliai konfliktusokban. Felmerült továbbá a gondolat, hogy katonai erejének növelése érdekében a magyar katonákat is Itáliába küldi a franciák elleni harcra. A nyugati ügyek sokkal vonzóbbak voltak, mint a sokkal bonyolultabb és kiszámíthatatlanabb kelet-európai harcok. A Nyugat több lehetőséget tartogatott gazdasági szempontból, mint Magyarország. Ferdinánd azt is tervezte, hogy Horvátországot, részleges önállóságát megszüntetve, örökös tartománnyá teszi Krajnához és Stájerországhoz hasonlóan. Tervei között szerepelt még az úgynevezett „bosnyák uralkodói” cím megszerzése is. A német rendek hajlottak a támogatására, de azzal a kikötéssel, ha vállalja a török elleni harcot. Ferdinánd ígéretet tett erre a német rendek előtt, de valójában közömbös volt számára a kérdés, és a rendelkezésére bocsátott sereggel is inkább délen, Itáliában harcolt volna semmint Magyarországon.

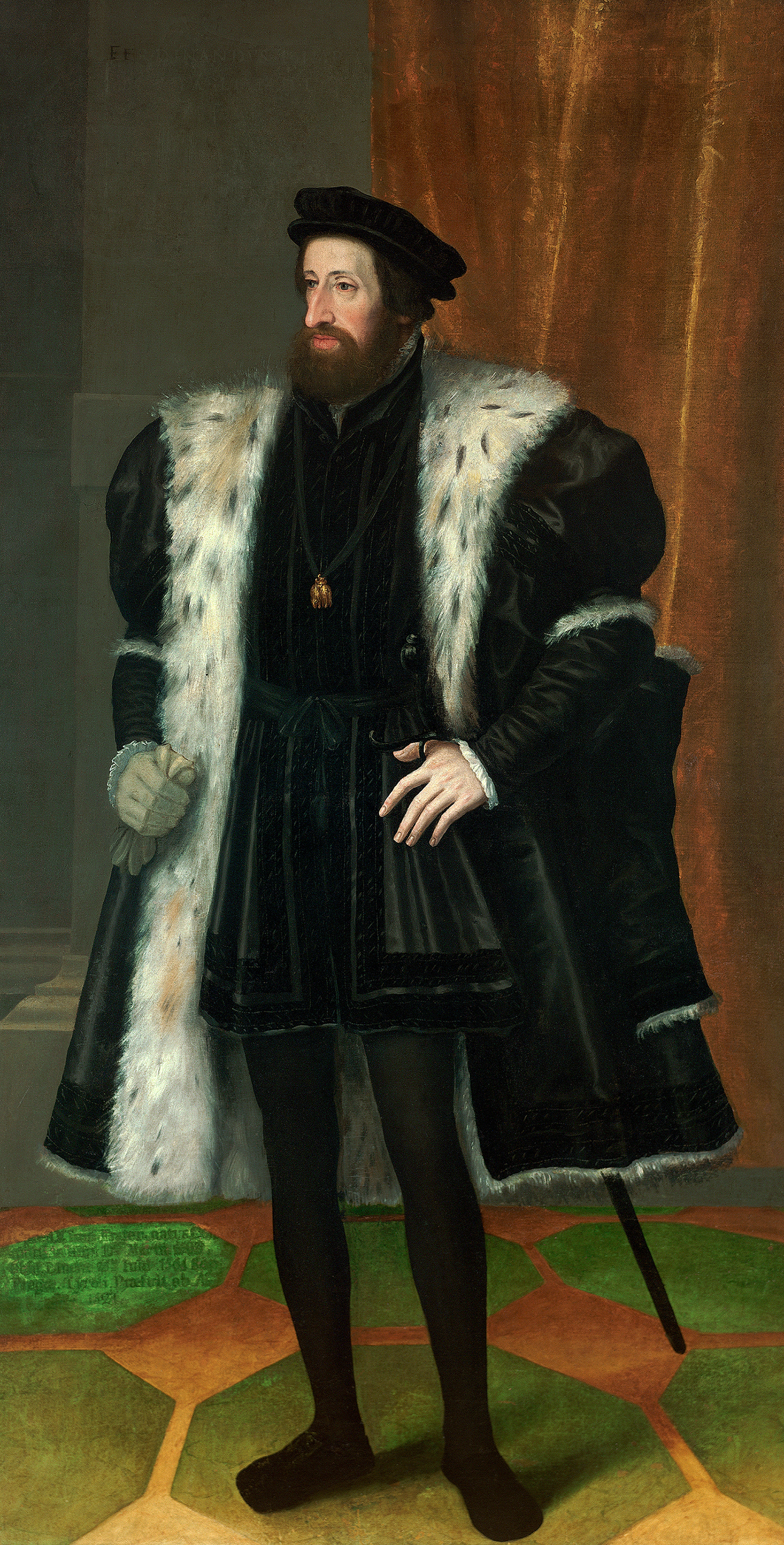
…és Habsburg Ferdinánd.

Ferdinánd ekkoriban nem sokat tett magyar területen a korona megszerzéséért, inkább Mária egyengette céljának elérésében. Az ifjú és szép királyné már Lajos uralkodása alatt is bizonyította rátermettségét a politikában, amit testvére méltányolt, ezért okosabbnak látta, ha szabad kezet ad Máriának. Közreműködésével Ferdinánd trónutódlási lehetőségei szilárd alapot nyertek. A fiatal királynő nem bízott annyira a magyarokban, ezért politikájában a külföldi segítséget szorgalmazta . A Habsburg-pártban kevés volt az olyan tehetséges politikus, mint például Nádasdy Tamás, aki Mária és Ferdinánd között közvetített, így a királynénak önállóan kellett vezetnie Magyarországon a trónszerző politikát.
Ferdinánd támogatói már ekkor is készek lettek volna a fegyveres harc megindítására, ám Szapolyai hívei ekkor még látszólag túlerőt képviseltek velük szemben. Mária tehát okosabbnak látta, ha ravasz diplomáciai eszközökkel változtat az erőviszonyokon és minél több támogatót elvon Szapolyaitól, így a mérleg az ő oldalára billenhet. Szapolyai, hogy hatalmát biztosíthassa, meg akarta kérni az özvegy királyné kezét, így leszerelhette volna a Habsburg trónigényeket. Mária sokáig nem adott választ, végül a vajda kosarat kapott.
Mária és Ferdinánd testvérüktől, Károlytól is támogatást vártak, de a császár kötelezettségei jóval fontosabbak voltak annál, mintsem hogy beavatkozzon a magyarországi trónviszályokba. Mária és Ferdinánd elképzelései Pozsonyban is csak október elejére kezdtek körvonalazódni, s az ekkor még szűk főúri csoport nem tudta eredményesen képviselni a Habsburg-pártot az országban.

### Szapolyai királlyá választása
Lajos temetése után Székesfehérváron már kezdték szervezni a koronázást. Október 8-án Habsburg Ferdinánd felszólítása már elért a főurakhoz, főpapokhoz, vármegyékhez és városokhoz, hogy őt ismerjék el királyuknak, mert jog szerint ő a magyar trón törvényes örököse.
Október 14-én országgyűlésre került sor Tokajban, ahol az ország állapotáról folyt a tanácskozás. Ez az országgyűlés sem volt különb a korábbiaknál, azaz eredménytelen volt. A törökök ellen újból védelmi intézkedéseket akartak hozni, ehhez haderőreform végrehajtását szerették volna elérni, de az első kísérletek alighogy megkezdődtek, abba is maradtak. Az 1526-ban a hadjáratra lefoglalt egyházi kincseket sem vették kezelésbe. Megszületett viszont a határozat a november 5-i székesfehérvári királyválasztó gyűlés összehívásáról. A gyűlésen első helyen szerepelt a rend helyreállítása. Az összejövetelen részt vettek a Szapolyai-pártiakon kívül ellenfeleik is. Abban egyetértettek, hogy elsődlegesen vezetőre van szükség, de ennek személyéről két eltérő vélemény alakult ki.
A két király pártja közti ellentétek kiéleződtek. Werbőczy célzottan úgy állította be az érveket és egyoldalúan úgy láttatta a helyzetet, hogy Szapolyai megválasztása az egyetlen megoldás. Különösképpen a Jagellók uralkodásának időszakát hozta fel példaként, amely véleménye szerint anarchiába süllyesztette az országot. Azzal érvelt, hogy a király Mohácsnál pusztulásba vitte a fősereget, míg Szapolyai sikeresen harcolt a törökök ellen és előtte, 1514-ben leverte a parasztlázadást is. Ekkorra már nyilvánvaló volt, hogy a fegyveres összecsapás nem sokáig várat magára. Mivel a Habsburg-pártnak ekkor még kevés támogatója volt, a gyűlés résztvevői vita nélkül a vajda mellé álltak. Az esemény azonban súlyos legitimitási problémába ütközött: az uralkodó akadályoztatása (halála) esetén Magyarország törvényei szerint csak a hivatalban lévő nádor hívhatott össze országgyűlést. Ferdinánd később joggal hivatkozott arra, hogy a fehérvári országgyűlés nem tekinthető királyválasztásra alkalmas gyűlésnek.
Az országgyűlésre 22 vármegye menesztette el küldötteit, ahol Szapolyai hatezer fegyveressel biztosította magát, kikkel Szerencsen, Egeren és Hatvanon keresztül vonult a fővárosba. Bár néhány dunántúli vármegye látványosan távol maradt, de az összegyűltek egyhangúlag Szapolyait választották királlyá. Jelen voltak Ferdinánd követei is, akik bejelentették a herceg trónigényét és meg akarták akadályozni az országgyűlés megtartását. Szóhoz nem jutva, fenyegetések közepette távoztak a gyűlésről.
A gyűlés betetőzéseként Podmaniczky István nyitrai püspök november 11-én ünnepélyesen megkoronázta az erdélyi vajdát. Az erre vetődő árnyak még nem tűntek túl riasztónak, noha erős török egységek állomásoztak a Szerémségben és nyugatról is a háború réme fenyegetett. A később megtartott komáromi országgyűlés úgy védekezett a Habsburg kezdeményezés ellen, hogy a megjelenő Ferdinándhoz húzó főpapokat és főurakat hűtlennek nyilvánítva, tisztségük elvesztésével kívánták sújtani, valamint a legutóbbi hadjárat során elkövetett visszaéléseket és hatalmaskodásokat is ki akarták vizsgálni. Adókat, az egyházi kincsek behajtását is elrendelték, hogy jövedelemhez jusson a kincstár. A hűtlenkedőknek, így Báthorynak tizenöt napos „megtérési” időt adott és megpróbálta azt a látszatot kelteni, hogy kész mindenre az ország megvédése érdekében, így akarván elriasztani az Habsburgokat.
Nem sokkal trónra lépése után már érződött, hogy bár az ország java része támogatja, de a támogatók közül is sokan idegenkednek tőle. A Habsburgok ellen megpróbálta Lengyelországot, Velencét, Rómát és Franciaországot megnyerni, támogatást próbált Angliától és a német fejedelemségektől is szerezni. A külföldi udvarok szívesen fogadták követeit, mert a török ellen háborús tervekkel állt elő, ezt ugyanis előbbre valónak tartotta, mint a Ferdinánd elleni fellépést. V. Károly is levélben biztosította a rendeket, hogy Ferdinánd is segédkezik ebben, s nem támaszt igényt a trónra. A császár azonban ígéreteit nem tartotta be, és Szapolyainak nemsokára a török helyett az osztrák és a német sereg támadásával kellett szembenéznie.

#### A hainburgi találkozó

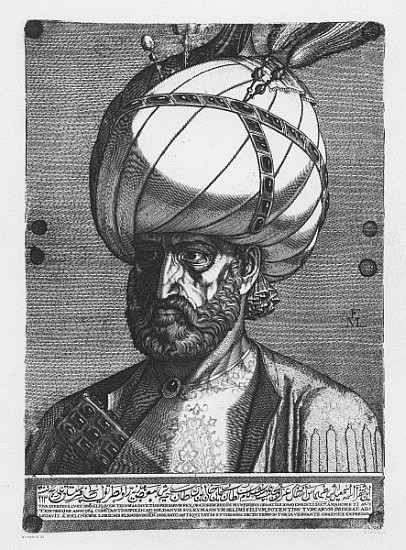
A „nevető harmadik:” Nagy Szulejmán.

Ferdinánd úgy határozott, hogy a Magyar Királyság megszerzése előtt a cseh királyi címet is átveszi, amely szintén szerepelt a Habsburg-Jagelló házassági szerződésben. Hainburgban október 14-én találkozott Máriával, ahol a rövidesen elindítandó hadjáratról tárgyaltak. Többek közt itt dőlt el, hogy Ferdinánd ténylegesen benyújtja igényét a magyar trónra. Itt állapodtak meg a Komáromban összehívandó országgyűlésről, melyen a nemesség, a vármegyék és a városok csak képviselők útján jelennének meg, és itt még egyszer minden diplomáciai eszközt bevetnének. Amennyiben mindez már nem vezet eredményre, akkor a fegyvereké lesz a döntő szó.

### Ferdinánd királlyá választása
Ferdinánd a cseh koronát a magyar rendek megkérdezése nélkül vette át, bár még mindig fennállt formálisan a cseh-magyar perszonálunió.
Szapolyai királlyá választását követően hozzálátott hatalma megszervezéséhez, s néhány új törvényt is alkotott. Kisebb katonai akciókkal, Ráskai Gáspárt utasítva megszállta Visegrádot, Székesfehérvárt, Komáromot, Tatát és Guttát. Követségeket menesztett több európai országhoz királysága elismerése végett. A francia és a lengyel uralkodók elismerték magyar királynak, ugyanúgy a pápa, VII. Kelemen is, majd 1527 elején már Bajorország is. Szapolyai Lajos örökségéből a cseh korona országait: Csehországot, Morvaországot, Sziléziát és Lausitzot is szerette volna királyságához csatolni, mivel így nagyobb erőt képviselt volna a Habsburgokkal és törökökkel szemben, de a cseh rendek ezt nem támogatták, sőt a Habsburg uralkodóhoz pártoltak. Ferdinánddal is eredménytelenek maradtak a tárgyalásai, noha békésen lépett fel saját érdekében. A főherceg egyre következetesebben harcolt a trónért, bár kissé megkésve követte Szapolyai manővereit. Mária 29 személyről (17 világi és 12 egyházi) biztosította testvérét, akik őt támogatni fogják, a főherceg pedig négy másik személy, Szalaházi Tamás veszprémi püspök és kancellár, Brodarics István szerémi püspök és kancellár, Bornemissza János pozsonyi főispán és budai várnagy, valamint Thurzó Elek tárnokmester segítségére is igényt tartott.
Ferdinánd egy bécsi orvost, Peremartoni Mihályt, tájékozódni küldött szeptember 21-én. Ezután tovább folytatódott a Szapolyai-hívek elcsábítása, és ekkor inkább Werbőczy, valamint Várdai megnyerésére helyeztek nagy hangsúlyt. Felvetődött az erdélyi szászok Ferdinándhoz való csatlakoztatása, mert akkor Szapolyai legerősebb területének vélt Erdélyben is megalapozhatná uralmát az ellenzék. Mivel már Szapolyai visszalépésére nem adódott lehetőség, a rendek elé tárták a Habsburgok trónigényét, de közbelépésük hatástalan maradt.
Mária királyné további helyzete sem volt megoldott. Pozsonyt Bornemissza főispán nem akarta kiengedni kezéből, ezért a tanácsosok új tárgyalást szorgalmaztak és a királyné mellé 1200 fegyverest akartak rendelni. A férje örökségéből őt illető hitbért is ebből akarták biztosítani számára. Máriára hárult volna néhány nyugati vár megszállása idegen erőkkel, ami Ferdinánd uralmát készítette volna elő, mivel őt még nem választották királlyá, így annak címén nem vonulhatott be Magyarországra.
Ferdinánd a megváltozott helyzetben nem tudott határozottan dönteni. A tanács azt javasolta neki, hogy tartsa meg az országgyűlést és készítse fel a hadakat, de az ország megszállását még nem látták időszerűnek. Féltek attól is, ha Ferdinánd egyből beavatkozik, akkor az török támadást is vonhat maga után.

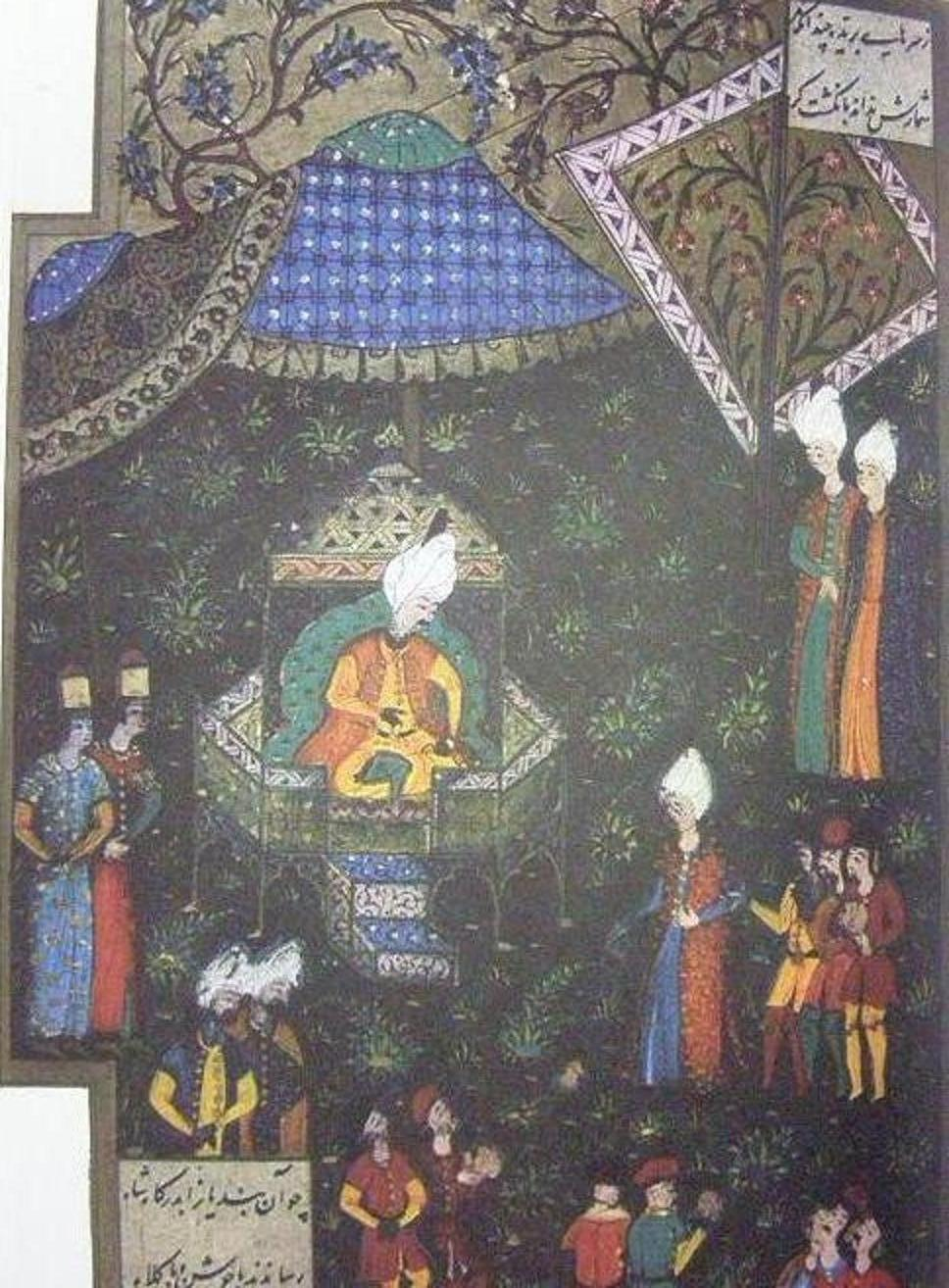
I. Szulejmán sátrában Buda alatt, 1529-ben (16. századi török miniatúra. Miután a török sereg megtisztította a várat a németektől, a szultán nyomban átadta Szapolyainak.

Szapolyai a királyválasztást követően feloszlatta serege java részét, így nem volt abban a helyzetben, hogy háborúba szálljon Ausztriával. Egyelőre Ferdinándnak is hasonló problémái voltak, az ő serege éppen olasz területeken volt, s a katonai kiadások fedezésére nem rendelkezett pénzeszközökkel. Horvátországon kívül hatalma csak Pozsony, Komárom és Sopron területére terjedt ki. Ezeket a városokat osztrák csapatok foglalták el. Hívei sem tudták volna anyagilag támogatni, mert birtokaik szinte mind Szapolyai felségterületén feküdtek, ahonnét azonban hívei nem engedték a jövedelem beszedését. Bár egyesek 500 könnyűlovast ígértek Ferdinándnak, ezt nem voltak képesek megtenni. Ferdinánd megígérte a jogok tiszteletben tartását és jutalmat helyezett kilátásba azoknak, akik hűséget fogadnak neki. Megállapodott Báthoryval, Thurzóval, Brodariccsal, rajtuk kívül Tahy János vránai perjellel, továbbá Batthyány Ferenc egykori horvát bánnal és Horváth Gáspárral (utóbbi korábban Szapolyai házassági ajánlatát vitte Máriának).
Horvátországban egyedül Szlavónia és Frangepán támogatta Szapolyait és nem állt rá a Habsburg fennhatóság elismerésére. Frangepán először Ferdinánd felé húzott, de miután az kéréseit nem teljesítette, Szapolyai oldalára állt, mert az Corvin János birtokait neki, a vránai perjelséget pedig Erdődinek ígérte. Ferdinándnak csak Frangepán halálát követően sikerült Szlavóniát is megszereznie.
Ferdinánd egy pozsonyi országgyűlés összehívását tervezte, ahol királlyá választják, és legkésőbb 1527 tavaszán megindíthatná a fegyveres támadást Szapolyai ellen. November 30-án kibocsátott oklevelébe foglaltak szerint, többek között ígéretet tett az ország jogainak és szabadságának megtartására és arra, hogy megvédi az országot az oszmánoktól. Az országgyűlést közben december 16-ára halasztották.

Ekkor még nem volt sok esélye annak, hogy Ferdinándnak sikerül érvényre juttatni követeléseit Szapolyaival szemben, tekintettel arra, hogy Szapolyai szinte az egész országot kezében tartotta, Ferdinándnak pedig nem volt még serege és magyar hívei sem rendelkeztek nagyobb katonai erővel.
Ferdinándot október 22-én cseh uralkodóvá választották Prágában. A magyar királyi címet még nem nyerte el, de az csak akkor lett volna legitim, ha fejére kerül a Szent Korona, ezért egyelőre Szapolyai királysága minősült törvényesnek.
Mária közben tovább dolgozott, nehogy a rendek lezártnak tekintsék a trón betöltésének kérdését a fehérvári koronázás után és ne engedelmeskedjenek Szapolyai felhívásainak.
Szapolyai igyekezett a fenntartani a békét és szívesebben látta volna Ferdinándot és V. Károlyt a maga oldalán, egy közösen indított törökellenes hadjáratban, ezért nem tett komolyabb lépéseket az ellenországgyűlés megakadályozására. Királlyá választásától kezdve a török elleni háború folytatását tartotta szem előtt és visszafoglalta a Szerémségben Bánmonostort és Cserögöt, amit még a mohácsi vész előtt vesztettek el a magyarok. A törökök ellen követségeket menesztett az európai országokhoz, így a lengyelekhez és a franciákhoz is.
Nyugaton a török harc kérdését még mindig másodrendű ügyként kezelték és nagyobb figyelmet kapott a Valois-Habsburg viszály, amely nem pusztán Itália birtoklásáért, hanem az európai hegemóniáért is folyt. Nyugati körökben is elterjedt volt az a hamis vélekedés, hogy Szapolyai titkos kapcsolatban áll a törökökkel, akik segítségével uralmát fenntartja és később majd az osztrákokra támad. A franciák remélték, hogy Magyarország és Ausztria között kitör a háború, és az Oszmán Birodalom beavatkozásával megosztják a Habsburg erőket keleten.

Szapolyai mint az egész ország ura egyezkedni próbált Ferdinánddal, és követséget menesztett hozzá, melynek egyik tagja az 1530-ban nádorrá választott alsólendvai Bánffy János, a király legfőbb híve volt. A követség azonban nem sokat tudott elérni Ferdinándnál és a főherceg egyre tudatosabban készült az offenzívára. Végül Szapolyai is a háború mellett döntött. Frangepán egy ausztriai hadjáratra készült, de különböző okok miatt a támadást tavaszra halasztotta.
Szapolyai március 17-ére új országgyűlést hirdetett Budán, ahol arról döntöttek, hogy török segítség nélkül felveszik a harcot a Habsburgokkal. Itt már felbukkantak az első ingadozók akik nem tudtak dönteni két király között. Ez már János hatalmának gyengülését vetítette előre. Az ingadozók legtöbbje több ízben fog még színt váltani. Szapolyai nyíltan hangoztatta, hogy nem akar „keresztény vért ontani,” így nem készült fel alaposan Ferdinánd várható támadására.

Ferdinánd januárra előkészítette csehországi utazását, ahol királlyá koronázzák majd, addig helytartónak Magyarországon Máriát nevezte ki néhány magyar nemessel egyetemben, de a valóságban a Ferdinánd kezén levő területeket az alsó-ausztriai kormányzat irányította.
A pozsonyi országgyűlésen Ferdinánd esküt tett, hogy megvédi a királynét és a tanácsosokat az ellencsapástól, s a megszerzett birtokokat nekik fogja juttatni. Ígéretet tett az alapjogok, többek közt az Aranybulla megtartására is.
December 5-én Ferdinánd utasítást adott az országgyűlési biztosoknak a rendekkel való tárgyalásra. Jogainak alátámasztására egy állítólagosan I. Alberttől származó oklevélre hivatkozott, amely a magyar királylányok részére is biztosítja az ország birtokbavételét, erre pedig most Jagelló Anna lenne a jogosult. Elítélte Szapolyai tevékenységét és fontosnak tartotta a pártviszályok beszüntetését, ez utóbbi megoldását saját uralkodásában látta. Szapolyai királyságát elszigetelt, életképtelen csupán „de facto” létező államként jellemezte, amely nem képes a török veszedelmet megállítani. Ha a török legázolja Magyarországot, később a szomszédos területeket fogja pusztítani.

December 16-án Pozsonyban elsőként Báthory emelt szót Ferdinánd érdekében, hivatkozva, hogy a Habsburgok és Spanyolország erősebbek a törökökkel szemben mint Szapolyai és hívei. Ferdinánd megbízottai azt emelték ki, hogy a jövő igazolni fogja az országgyűlés döntésének helyességét. Szapolyai hatalmának aláásása érdekében a pozsonyi országgyűlés az erdélyi vajdát trónbitorlónak nyilvánította és kemény büntetéssel fenyegette azokat, akik neki hűséget fogadnak. A Ferdinándhoz való csatlakozásra negyven nap haladékot adtak. Végül sor került Ferdinánd megválasztására és másnap már érvénybe is lépett a közös határozat.
Ez a választás azonban nem tükrözte a rendek összességének akaratát, mert a Ferdinánd-pártiak közül, még a királyné felhívása ellenére sem mentek el mind az országgyűlésre. A vármegyei követek nem voltak jelen és a városokat is csak a megszállt Pozsony és Sopron képviselte csupán.

A horvátok csak 1527. január 1-jén választották királyukká Ferdinándot. Néhány nappal később Szlavónia Szapolyait nyilvánította horvát királynak.
Mindezen események alig néhány hónappal a mohácsi vész után következtek be és beláthatatlan következmények kiindulópontjai lettek.

### A budai országgyűlés
A Délvidéken még épp kibontakozóban volt a szerb felkelés, amikor 1527 márciusára országgyűlést hívott össze Szapolyai Budára, mivel már készenlétben álltak Ferdinánd hadai a határon, és a délvidéki felkelők miatt is nehéz helyzetben volt az ország.
Mohács óta ez volt az első országgyűlés, amely végre komolyabban zajlott, mint a korábbiak. A megjelentek száma jelezte – főleg miután még alig hét hónap telt el a mohácsi katasztrófa óta –, hogy végre komolyan kezdték kezelni a török-kérdést. A megjelentek között 33 főméltóság (12 főpap és 21 főúr) és 53 vármegye követe volt, megyénként 1-2 köznemes és olykor külön egy főispán is. A szlavón, erdélyi, illetve szász követek és tíz szabad királyi város követei is, gyakorlatilag az ország túlnyomó többsége, ami formálisan túlsúlyt jelentett Ferdinánddal szemben.

Az országgyűlés levelet írt a főhercegnek, ezt közel százötvenen aláírták. Ebben kifejtették, hogy Ferdinánd nem tekinthető magyar királynak, mert Magyarországot még a két uralkodócsalád közötti házassági szerződés sem adhatja oda közönséges „jegyajándék”-ként. Továbbá követelték Ferdinándtól, hogy a megszállt területekről vonuljon ki, és ne a magyarok ellen, hanem a török ellen viseljen hadjáratot.
Az országgyűlés számolt Magyarország súlyos helyzetével. Ha a szerb felkelést nem sikerül elfojtani, akkor osztrák támadás elé néznek, sőt már ekkor tartottak egy lehetséges oszmán beavatkozástól is. A rendek ezért ingóságokra és ingatlanokra ún. vagyondézsmát szabtak ki, amelyet fej-, vagy vagyonvesztés terhe mellett minden rendű és rangú fizetni volt köteles. Leszögezték, hogy csak hazai védelmi célokra lehet költeni a befolyt pénzt. A nemesek katonai kötelezettségüket akkor kötelesek teljesíteni, ha külső támadás érné az országot. A hazai erők mellett engedélyezték idegen egységek felállítását is. Szapolyai szolgálatában elsősorban lengyelek és szerbek álltak, németek fegyverben tartásához valószínűleg az országgyűlés nem járult volna hozzá.

A Ferdinándhoz pártolókat vagyonelkobzással sújtották és manifesztumokban szólították visszatérésre azokat a magyar katonákat, akik szintén a Habsburgok oldalán tartották megszállva a nyugati területeket. Végül Szapolyait tovább sarkallták, hogy a főherceg támadását előzze meg és szerezze vissza a megszállt övezeteket.
Az országgyűlés a rend helyreállításával is foglalkozott. A Délvidéken a magyar-török háború okozta pusztítások és a jelenleg is zajló felkelés miatt a belső rend teljesen összeomlott. Horvátország, bár Szapolyai nem ellenőrizte, de ugyancsak romokban hevert és a szerb-bosnyák hódoltságból is folyamatosan támadták a régióit.

Az országgyűlés próbálta megbüntetni (akárcsak a korábban) a visszaéléseket és azokat akik 1526-ban elhagyták a rájuk bízott várakat. Felelősségre vontak több főméltóságot, amiért kimaradtak a harcból, nekik „emberdíjat” kellett fizetniük, amiből szintén a hadi kiadásokat akarták fedezni.

A török támadás és az ezzel egyenértékű szerb felkelők pusztításai révén odalett több élelmiszertermő terület, ami éhínséghez vezetett, ezért a király megtiltotta az élőállat- és bőrkivitelt (akik ebből a tevékenységből fegyvereket hoztak az országba, azok kivételt képeztek). Az újonnan forgalomba került pénzt a halálbüntetés terhe mellett kötelezően el kellett fogadnia mindenkinek, és a kereskedelem fellendítése érdekében tilos volt vámokat kivetni, valamint a szárazvámokat is beszüntették. Egyes nem közérdekű törvényeket is hatálytalanítottak, az újabb törvények bevezetését pedig későbbre halasztották.
Május elejére már kinevezték a kincstartókat és az adószedőket, s igyekeztek érvényt szerezni a rendeleteknek. Mivel azonban a lakosság a török támadására várt, a veszélyérzet és a készültség csökkent, a vagyondézsmát nem szedték be, és továbbra sem volt pénz a kincstárban.

## A háború

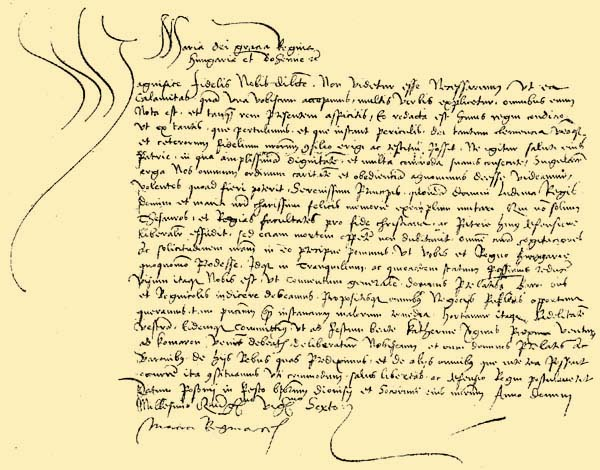
Országgyűlésre való meghívás I. Ferdinándtól.

A fegyveres harc Magyarországon már 1526 végén megkezdődött, de nem Ferdinánd csapataival. A déli vidékeken Szabadka és Bács vidékein felkelés tört ki, amit a Szapolyai által letelepített rácok kezdeményeztek. A nemesi szemléletű történetírás a felkelést később parasztfelkelésnek minősítette, de formai szempontok miatt, és a célkitűzéseit tekintve nem volt az. A felkelésben résztvevők azonban kinyilvánították hűségüket a Habsburgok iránt, ezzel elkezdődött a háború.

### A szerbek felkelése
A szerbek Nándorfehérvár és a mai Vajdaság területéről tömegével húzódtak fel északabbra az 1521 és 1526 közötti török betörések miatt. Szapolyai jól tudta, hogy remek katonák és velük akarta átszervezni a határ védelmét, valamint a ritkán lakott, vagy elpusztított földeket benépesíteni. Ennek hívei között is sok ellenzője akadt, mivel nem értettek egyet azzal, hogy félkatonai tömbökbe telepítse és privilegizálja őket, ezáltal a földesúri szolgáltatásoktól mentesülnének. Az ellenkezések dacára Szapolyai megbízott bennük, s a Szerémségből menekült szerbekből létrehozott egy majdnem 15 ezer fős sereget, ennek vezéréül Cserni Jovánt (Fekete Iván) tette, aki egykor az ő szolgája volt. A rácok lakhelyének Bácsot jelölte ki, és Gyula, Lippa és Solymos vidékére is telepített több csoportot. Jován kezdetben lelkes volt, és kész lett volna a török ellen harcolni és felszabadítani a Szerémséget. De ugyanakkor kitartóan javasolta azt is, hogy mihamarabb támadjanak Ausztria ellen. Harci szelleménél duhajsága és kegyetlensége volt nagyobb, így Szapolyai iránti hűsége bizonytalan volt. A magyarok ellen épp János parancsának ellenszegülő urak miatt fordult, akik harcot kezdtek a rácok ellen. Az általa kinevezett erdélyi vajda, Perényi Péter volt a legnagyobb ellensége a szerbek letelepítésének és már kezdettől fogva szervezkedett ellenük.
Maguk a szerbek is önkényesen bántak a részükre utalt területekkel. A Szerémség egykori nemessége az 1521-26-os oszmán dúlások után vissza akart térni eredeti területeire, de ez a rácok ellenállásába ütközött. Az ellentétek hamarosan harci cselekményekké fajultak.

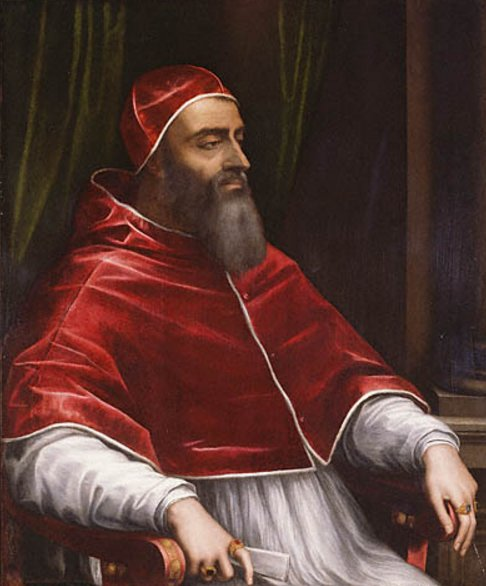
VII. Kelemen pápa, a Medici-család sarja. Tagja volt a cognaci ligának, de a keresztényi elveket szem előtt tartva átkozta ki Szapolyait az egyházból a „pogány-szövetség” miatt.

A bácsi nemesség volt az első, akik összetűzésbe keveredtek a szerbekkel, bennük ugyanis „feudális jogaik bitorlóit” látták. Enyingi Török Bálint egy 67 fős válogatott lovascsapattal Szabadkánál megtámadta az ott élő szerbeket, ám kudarcot vallott. Brandenburgi György gyulai uradalmában a parasztokat uszították a rácok ellen, de azok visszaverték ezt a támadást.
Jován feldühödött az események miatt és harcra tüzelte embereit, akik zúgolódtak mivel már rég nem jutottak zsoldhoz. Később Csáky László vezetésével egy háromszáz fős lovashadtest vonult Jován ellen. Ebből a harcból ismételten a szerbek kerültek ki győztesen, Csákyt elfogták és Jován lefejeztette.
Szabadka az 1526. novemberi szerb megszállás óta Jován főhadiszállása lett, aki innen irányítva próbálta uralma alá hajtani a Szeremséget és a Délvidék többi részét. Saját udvart rendezett be magának és seregét fosztogatásokból tartotta fenn. Emberei garázdálkodtak a Délvidéken és az Alföldön, ahol kirabolták a falvak, városok, mezővárosok, tanyák lakóit és elhajtották a gulyákat, a méneseket. Erőszakoskodtak a lakossággal és brutális gyilkosságokat követtek el. Az Alföldön leggyakrabban Szeged és vidéke szenvedte el a támadásokat. A magyar lakosság nem késlekedett fegyveresen a felkelők ellen fordulni.
Jován később magát „rác cár”-nak kezdte nevezni, ekkor megvádolták azzal, hogy a Délvidéken önálló államisággal bíró hatalmat akar kiépíteni.
Ferdinándnak kapóra jött Szapolyai és a törökök ellen Jován, ezért igyekezett őt a maga oldalára állítani. Révay Ferencet elküldte hozzá ajándékokkal, hogy megnyerje magának. Révay sikerrel járt és Jován a főherceg mellett kötelezte el magát seregével együtt.
Az átpártolás hírére Szapolyai az erdélyi vajdát küldte az önjelölt cár ellen. Jován Tiszaszőlős közelében megfutamította Perényi seregét és betört Erdély belső vidékeire, egész a Szászsebesig hatolva. Jován még májusban olyan kiáltványt tett közzé, amiben Szapolyai Jánost Szulejmán hűbéresének bélyegzi meg.
Február elején a főhercegtől Botos János pécsi kereskedő útján újabb ajándékot kapott, hogy hűségét megerősítsék és a János elleni harc folytatására bírják. Elképesztő méreteket öltő pusztításait ellenben már Ferdinánd is megsokallta, s elküldte a Délvidékre Hoberdanecz Jánost, az ottani Habsburg-párti nemesek védelmére és Jován megfékezésére. De a tébolynak még Ferdinánd sem tudott véget vetni.
Perényi Czibak Imre váradi püspökkel újabb hadjáratot vezetett a felkelők leverésére és Szeged közelében a szerbek döntő vereséget szenvedtek. Jován halálos sebet kapott, majd egy kis faluban Török Bálint végzett vele, aki fejét Jánosnak küldte Budára.
A vereség után Bácsból a rácok visszatértek a török uralom alatt álló Szerémségbe, ahol a török hadsereg kötelékébe álltak. A szultán 1529. évi hadjáratában is részt vettek, harcoltak többek közt Bécs alatt is.
A felkelést nem lehet parasztlázadásnak nevezni, mert döntő többségében nem parasztok, hanem seregbe tömörült katonák vettek részt benne, és egyszerű parasztok is harcoltak ellenük a nemesek oldalán. Az eset azonban néhány szempontból hasonló az 1514-es Dózsa György vezérelte parasztháborúhoz, mert itt is az urak ellenállása, majd fegyveres támadása váltotta ki a nyílt összecsapást. Cserni Jován talán nem is lázadt volna fel János ellen, ha a magyar urak nem lettek volna annyira gőgösek, önzőek és féltékenyek.
Több szerb csoport, mint a Lippa vidékiek, és Radics Bosics naszádos kapitány nem vettek részt a felkelésben és továbbra is hűségesek maradtak János királyhoz. A bácsi szerbek felkelésének leverése után azonban Szapolyai értékes katonai többletet vesztett, és már Ferdinánddal is hadban állt.

### Ferdinánd támadása
A háborús veszély ellenére 1527. június 1-jéig még remény volt arra, hogy Ferdinánd és Szapolyai megegyeznek Olmützben, de addigra már a tárgyalások kudarcba fulladtak. Kora nyáron már viszály kezdődött a két tábor hívei között, többek között Várdai Mihály sógorasszonya kért segítséget Bakith Páltól, mert Várdai elfoglalta a birtokához tartozó Márévárat. Bakith a kérésnek eleget tett, de a várat nem adta vissza Várdainénak, hanem megtartotta a maga részére és élére hívét, Thardossy Istvánt nevezte ki.
A bevonuló főherceg Köpcsényben még esküt tett, hogy az ország törvényeit és az Aranybullában foglaltakat megtartja.

#### Feszült viszony
A szerb felkelés leverése után Ferdinánd még nem támadta meg Szapolyait, ehelyett továbbra is diplomáciailag próbálta trónját megingatni. Levelezést folytatott ellenfele híveivel, volt akit ígéretekkel, másokat pénzzel igyekezett az árulásra rábírni. Szapolyai fő bázisában, Erdélyben is támogatókat próbált szerezni, ahol erre legalkalmasabbnak az ország német lakosai, a szászok mutatkoztak. A szászok – lévén német uralkodóról van szó –, szívesen átálltak volna osztrák oldalra, amennyiben a főherceg bevonul Erdélybe, annak ellenére hogy a szászok közt a reformáció eszméi terjedtek, míg a Habsburgok szigorúan katolikus vallásúak voltak.
Mások, mint Werbőczy István és Várdai Pál hűségesek maradtak Szapolyaihoz, akárcsak Frangepán Kristóf Szlavóniában.
Ezalatt tovább folytak az egyezkedések a két király között, hogy a viszályt békés úton simítsák el. János igyekezett elérni, hogy Zsigmond király is avatkozzon be döntőbíróként. Zsigmond küldötte Prágában rövid fegyverszünetet eszközölt ki Ferdinándtól, s az egyezséget János nagy reménnyel írta alá. Az állandó békéltetési kísérletei miatt azonban az országban csökkent a népszerűsége. Ferdinánd ez alatt erőt gyűjtött, miközben támogatói egyre szaporodtak. A pártján állók elsődlegesen abban bíztak, hogy Ferdinánd meg tudja védeni a törököktől az országot.
A főherceg a moldvai vajdát is igyekezett bevonni egy Szapolyai-ellenes koalícióba, és a budai országgyűlésen az osztrák kémek már sok erdélyi magyar nemest megnyertek, köztük volt Perényi Péter, Szapolyai vajdája és Török Bálint is. V. Károly, testvére számára, tizennyolcezer katonát és ötvenezer forintot ajánlott fel.
A két király közti viszony 1527 elejére már nagyon elmérgesedett és az összecsapás elkerülhetetlenné vált.

#### A harcok kezdete

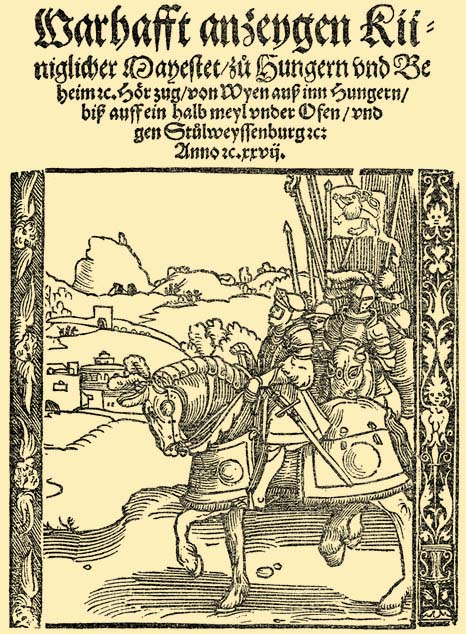
Korabeli német újság címlapja. A tudósítás I. Ferdinánd 1527-ben Szapolyai János ellen intézett támadásáról szól.

A Ferdinándhoz csatlakozott Révay István vezette dunai naszádok elzárták a folyót. Egy kisebb kontingens (23 hajó és 900 ember) a Csepel-sziget felé nyomult, ott azonban kemény ellenállást tanúsítottak Szapolyai hívei, ezért elhagyta Buda körzetét. A fővárosban Werbőczy kancellári minőségben kihirdette, hogy Magyarország csatlakozni kíván a cognaci ligához.
Július 8-án, a Brandenburgi Kázmér vezette német és osztrák csapatok hatoltak be Magyarországra és először a két király közt semlegességet vállaló Dévény ellen vonultak. Egy hét múlva Pozsonnyal együtt a vár megadta magát, Mária királyné pedig Bécsbe távozott. Egy másik spanyol-német sereg megpróbálta elfoglalni Zágrábot, de a zágrábi püspök felszabadította a várat.

Ferdinánd július végén állt a sereg élére és fogadta magyar hívei hódolatát. Ekkora már szinte harc nélkül kezében volt a Dunántúl, mert miután Dévény megadta magát, több fontosabb vár is megnyitotta kapuit előtte. Csapatai Szapolyai székhelye, Buda felé nyomultak, ahol a király szinte bénultan állt, miután látta, hogy hívei sorra hagyják el őt. Az országban szétküldte ugyan a véres kardot, de a nemesség nem vonult Szapolyai táborába, sőt fegyveres erőikkel inkább Ferdinánd seregének számát növelték. Budán még csak háromezer könnyűlovas volt, de amint a szerb felkelést elfojtották és a Habsburg csapatok felvonulása Pozsony alatt elhúzódott, Szapolyai parancsot adott a védelem megerősítésére. Július 13-án utasította a zirci, bakonyi és kapornaki apátságokat 100-100 gyalogos kiállítására és kéthavi zsold biztosítására. Ezeket az erőket Veszprém megerősítésére küldte volna, Bodó Ferenc kérésére. Közben július 31-én elesett Magyaróvár és meghódolt Győr. Rövid ostrommal elfoglalták Pannonhalmát is.
Augusztus 8-án este 3200 fős fős osztrák sereg ágyúkkal átkelt Komáromnál a Csallóközbe, és másnap a túlsó parton maradt haderővel együtt lőni kezdték a várat, melynek védői hamarosan megadták magukat és a várat a spanyol, valamint a német katonaság szállta meg.
Szapolyai augusztus 10-én Tatán bezárkózott a várba, amit az osztrák tüzérség tűz alá vett, ezért félnapos harc után a király kiüríttette. Szapolyai augusztus 12-én átvonult Pestre, kiürítve Székesfehérvárt és nyolc nap múlva a főherceg csapatai bevették Budát, ahol Niklas zu Salm hajóhidat veretett és nyomban átkelt az alföldi oldalra. A visszavonuló Szapolyai mögött a Dunán néhány szerb naszád állt valahol Kevinél (Ráckeve), amelyek ugyan átálltak Ferdinándhoz, de nem vágták el a visszavonulás útját. Pest és Buda feladását követően Szapolyai csapatai Gyöngyös, Hatvan és Tokaj érintésével vonultak keletnek, majd a Délvidékről visszatérő Czibak is csatlakozott hozzájuk.

Augusztus 20-án két napi ellenállás után Esztergom megadta magát. Ezután Ferdinánd erői már Duna mentén haladtak, ahonnan könnyen szállíthatták az utánpótlást. Esztergom védelmét az ott tartózkodó Várdai Pál nem vállalta, bár tizenhatezer forint segélyt kapott a királytól, de a pénzből zsoldosokon kívül ágyúkat nem tudott vásárolni, pedig a vár védelméhez elengedhetetlen lett volna a tüzérség. Esztergomot később Ferdinánd 300 gyalogossal erősítette meg, Wolfgang Oeder parancsnoksága alatt.

Ugyanezen napon kapitulált Visegrád is.
A támadás annyira gyors volt, hogy Szapolyai kétségbeesetten követet menesztett Zsigmondhoz, hogy segítséget kérjen, de eredménytelenül. Megfordult a fejében, hogy a két román fejedelmet hívja segítségül, de azzal a törököket is bevonhatja a háborúba. A román vajdák egyébként is csak szultáni hozzájárulással álltak volna rá Szapolyai megsegítésére.
A fő támadási iránytól délre, Tihany és Veszprém között, a Habsburg-párti magyar csapatok Devecseri Chorón András vezérletével törtek előre. Chorón Szalaházi Tamás várnagya volt Sümegen. Ez a sereg elfoglalta a két települést. Az osztrák-német erők parancsnokságát átvevő zu Salm átkelt a Dunán és üldözőbe vette Szapolyait, aki híveivel Tokaj felé menekült. Zu Salm megszállta Egert és Tarcalnál, szeptember 27-én Kismarjay Lukács és Szapolyai seregét szétverte, majd bevette Regéc, Tokaj és Boldogkő várakat. János királynak mindössze Erdély és néhány főúri birtok maradt kezén.
Szlavóniába Ferdinánd magyar hívei Batthyány Ferenc és Báthori György (†1570) vezetésével nyomultak be, ahol Frangepán egyedül vette fel a harcot ellenük. Varasd ostrománál a horvát bán életét vesztette, ezzel egész Horvátország Ferdinánd kezébe került, amely végig megtartotta hűségét a Habsburgok iránt.
Ferdinánd csapatai még néhány nemesi bandériumot szétvertek az országban, de közben a török sem tétlenkedett és elfoglalta Jajcát, amit már az előző háborúban kétszer is sikertelenül ostromolt. Egy ezer fős horvát haderő Pécs közelében, majd Marót alatt legyőzte ugyan a támadókat Hoberdanecz vezetésével, de 1528. április 10-én a törökök a Szerémségből nyomultak be Szeged vidékére, majd miután végigpusztították, visszavonultak a hódoltsági területre.

#### Szövetség a franciákkal és a törökökkel

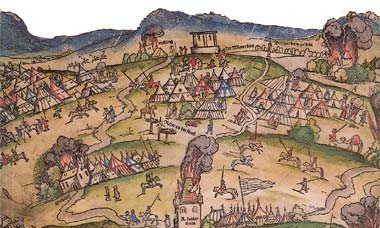
Bécs ostroma.

Október 7-én Ferdinánd a székesfehérvári országgyűlésen ténylegesen is királlyá választatta magát, amit Moldva, a szultán hűbérese elismert.
Az Erdélybe szorított Szapolyai újabb bázist próbált kiépíteni, hogy visszavágjon a főhercegnek. Új sereget állított fel, melyhez több ezer lengyel zsoldost toborzott és követséget menesztett I. Ferenchez, valamint kényszerből Szulejmán szultánhoz. Pénzbeli segítséget kért Velencétől és VII. Kelemen pápától, de eredménytelenül.
Fontainebleau-ban szövetségre lépett a francia uralkodóval, de ezzel tulajdonképpen csak pénzbeli és diplomáciai segítséghez jutott. A töröktől a válasz azonban egyelőre késett.

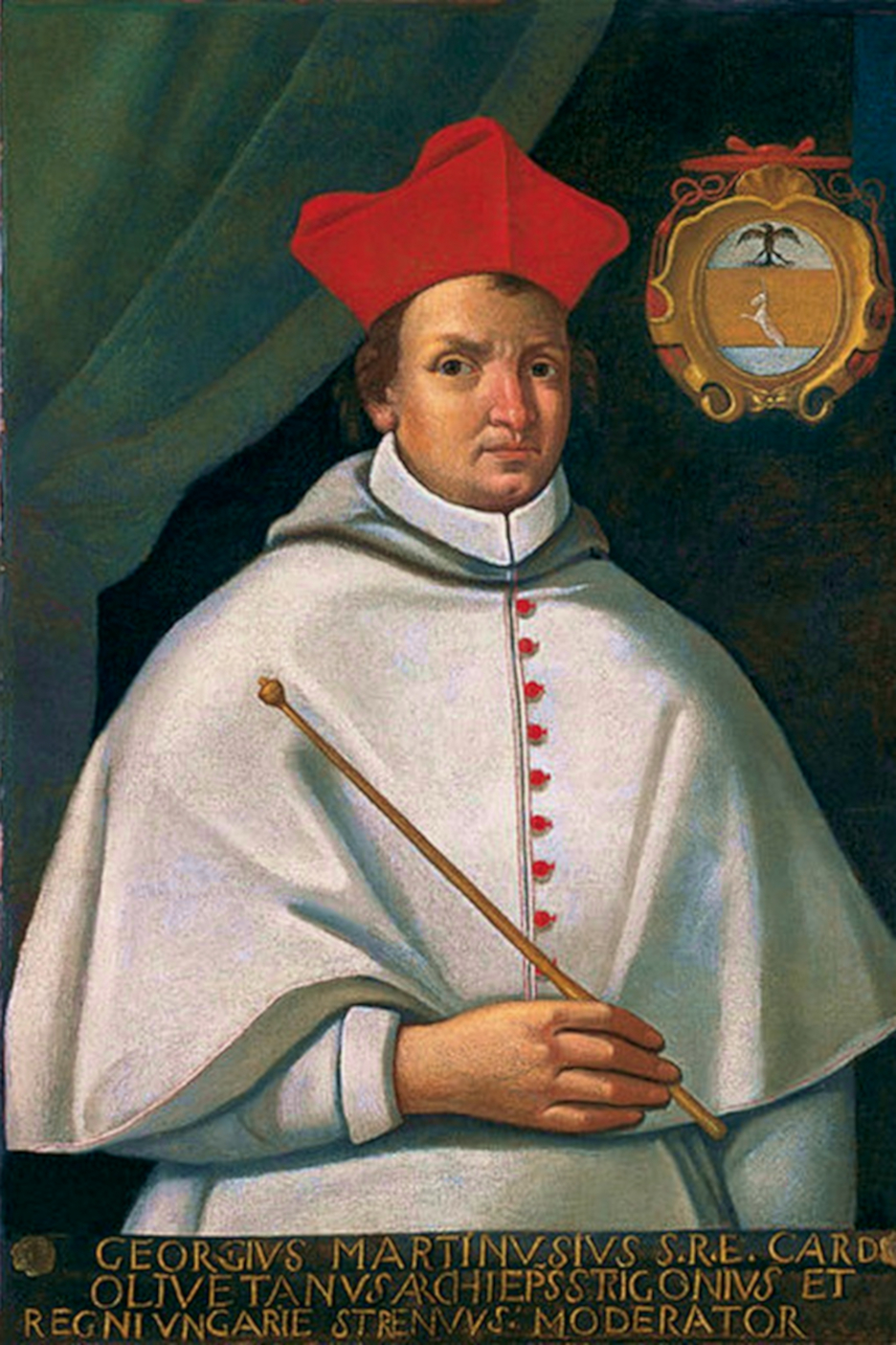
Martinuzzi (Fráter) György 18. században készült portréja.

Ferdinánd fejére november 3-án tették Szent István koronáját. János koronázását törvénytelennek minősítették. Ferdinánd úgy vélte, ezzel lezárult a magyar örökségért folytatott háború és rövidesen távozott az országból. 1528. március 7-én helytartójául Báthori Istvánt nevezte ki.
Szapolyainak nem sikerült szilárd helyzetet teremtenie Erdélyben, sőt pozíciója ott is veszélybe került azzal, hogy Ferdinánd ügynökei fellázították a szászokat, majd a székelyek is elpártoltak tőle. Szapolyai előbb Kolozsvárra menekült, majd Debrecenbe vonult. Fogarason szász felkelés tört ki Georg Reicherstorffer szervezésével és vezetésével. A felkeléshez csatlakozott valamennyi szász város. Perényi Péter és Horváth Gáspár is átálltak Ferdinánd oldalára. Több várat azonban megtartottak az erdélyiek a szász felkelőkkel szemben, például Fogarast, amelyet Tomori István védelmezett.
A magyar politika színterén ekkor tűnt fel Martinuzzi György, akit a történelem Fráter György, vagy György barát néven ismer.
Szapolyai újjászervezett seregével (tizenötezer katona és hatvan ágyú), a magyarok mellett még idegen, főként lengyel és szerb zsoldosokkal visszatért Magyarországra, hogy elűzze az osztrákokat.
1528 februárjában nyomult be Erdélyből, elfoglalta Tokajt, Sárospatakot és megverte Perényit. Ferdinánd a magyar hívei nyomására döntő lépésre szánta rá magát és Johann von Katzianert küldte a Felvidékre.
Az Abaúj vármegyei Szinánál von Katzianer döntő vereséget mért Szapolyai csapataira és a sereg maradékát Török Bálint és Pekry Lajos az üldözés közben verte szét. Az osztrákok bevonultak Kassára, ahol a németek kitörő örömmel fogadták őket. Március 8-ig meghódolt Szeged, majd visszafoglalták a korábban megszállt Sátoraljaújhelyt (a várat ugyanaz az Athinai Simon deák védelmezte von Katzianertől, aki korábban Szapolyainak ellenállt).
Von Katzianer csapatai Erdélybe is behatoltak és Szapolyainak Lengyelországba kellett menekülnie.
Bebizonyosodott, hogy Szapolyai hatalma nem ér többet II. Lajosénál, mivel egy aránylag kisebb nyugati sereggel szemben nem tudta megvédeni az érdekeit, a törökökkel szemben sem lesz képes eredményesen felvenni a harcot.
Közben megérkezett a válasz Szulejmántól, aki Jánost Magyarország királyának ismeri el és segítséget ígér neki az osztrákok ellen.

Szapolyai lengyel földről további európai szövetségeseket keresett, mert ekkor még nem veszi annyira szívesen Szulejmán szövetségét. Mivel eredménytelenül fordult a velenceiekhez és a franciákhoz, egyre inkább a török támogatására szorult.
Az országban János veresége ellenére tovább folyt a harc, mert Ferdinánd német zsoldosai nem kaptak elég fizetséget és sarcolni kezdték a vidékeket a lakosság ellenállásától kísérve. A garázdálkodó zsoldosokat Ferdinánd nem tudta megfékezni. A vármegyékben a két király hívei között is folyt az ádáz küzdelem, János kezén még maradt néhány vár, melyet főleg lengyel zsoldosok védtek. Bodó Ferenc megpróbálta visszafoglalni Sárospatakot június 20-án, de vereséget szenvedett. Athinai Simon katonái Sárospatakról fenyegették a göncieket, hogy hódoljanak meg Szapolyainak, majd bevették Tőketerebest, s Varranót, de ténylegesen nem tudtak Szapolyai vesztésre álló helyzetén változtatni.
A háború tehát korántsem ért véget, mint ahogy azt Ferdinánd gondolta, sőt ekkor kezdett igazán polgárháborúvá fajulni.
Kassát június 20-án megerősítették 75 emberrel, mert hírek érkeztek arról, hogy hatszáz lovas készül megtámadni a várost. Augusztusban megint betörtek a szerémségi törökök az országba, és a Tiszán a Bosiccsal szövetséges naszádok megint Szegedig törtek előre.

### A török hadjárat

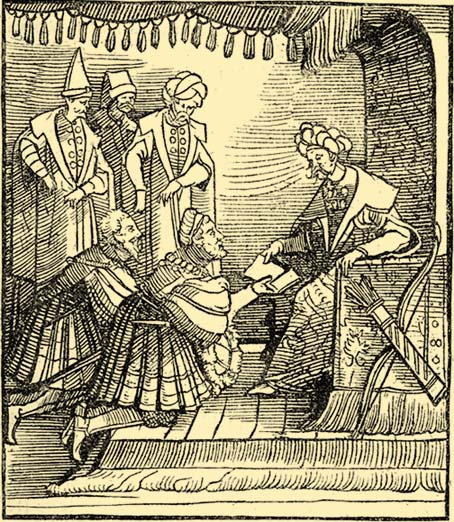
Állítólag így, térden állva ajánlotta fel Laszky Jeromos I. Szulejmánnak Magyarországot. A kép készítője német, így nem zárható ki, hogy propaganda céllal született.

Mivel Szapolyai későn kapott választ a szultántól, nem remélt sokat ettől a segítségtől. Bár a keresztény államoktól és a legközelebbi hatalomtól, Lengyelországtól sem kapott segítséget a németek elleni fellépésre, a törökkel való szövetség kezdetben kedvtelenséggel töltötte el. Mégis el kellett fogadnia azt a tényt, sőt később már arra a meggyőződésre jutott, hogy Szulejmánnal sokkal „célszerűbb” és „bölcsebb” szövetséget kötni, mint a nyugati hatalmakkal. Ezt az álláspontját hívei közül többen is osztották, megfelelő körültekintés nélkül. Ennek a politikának azonban az volt a kockázata, hogy mivel a szultán nem akarta Magyarország függetlenségét támogatni, fennállt a veszély, hogy egy adott pillanatban, közigazgatási tekintetben, hatalma alá vonja a magyar területeket, ahogyan ezt tette annak idején Szerbiával is. A két román államra eddig azért nem került sor, mert azok területileg és környezetileg sokkal jobb helyzetben voltak, mint a délebbre levő balkáni államok.
A törökökkel kötött szövetség miatt ma is gyakran elmarasztalt Szapolyai esetében meg kell említeni, hogy eredetileg nem ő akarta először az országba hívni Szulejmánt[forrás?], hanem maga Ferdinánd[forrás?]. A háború kezdetén a főherceg a bosnyák és szerb pasákkal keresett szövetséget azért, hogy Szapolyait hátba támadják[forrás?]. Miután ez a terve nem sikerült, elsők között ócsárolta és rágalmazta Szapolyait a török szövetség miatt. A törökök (Jajca elfoglalását leszámítva) mindössze csak kisebb hadjáratokat vezettek, elsősorban a Ferdinándhoz hű horvátok ellen, de ténylegesen nem törődtek a magyarországi belpolitika eseményeivel, és nem vállaltak nyílt összecsapást Ausztriával sem.
Ugyanakkor van még egy homályos részlet az események alakulásában: 1527 elején Esztergomban török követ jelent meg Szapolyainál. A tárgyalás részleteiről a források ellentmondásosak, mivel olasz jelentések szerint szövetségről, míg a prágai bajor követség szerint békéről volt szó, amelyben Szapolyai engedélyezte volna a török sereg átvonulását Bécs ellen. Zsigmond lengyel király levelei szerint Magyarországon többen foglalkoztak az egyezség gondolatával, mert a harcot, eddigi tapasztalataik alapján, nem tudták felvenni a törökök ellen. Nem feltételezhető azonban, hogy Szapolyai tényleg szövetséget vagy egyezséget akart kötni az Oszmán Birodalommal, mivel nem küldött követeket Isztambulba, míg Ferdinánd igen, ennek megfelelően nem lehet hitelt adni a Habsburgok rágalmainak.
Szapolyai csak azért kapott segítséget a töröktől, mert a franciákkal együtt a velencei követek is biztatták ekkor a szultánt a Habsburgok elleni háborúra. Velencének ekkoriban rossz viszonya volt az osztrák főherceggel és a Német-római Birodalommal, ezért támogatta a franciákat. A dózse, Andrea Gritti szerette volna, ha a törökökkel is kirobban a háború, hogy jobban megosszák a németeket. Gritti nyilvánvalóan azt akarta, hogy Szapolyai végleg a szultán segítségére szoruljon, ezáltal a muszlim fegyverek erejét vegye igénybe, feltehetőleg ennek jegyében nem adott fegyveres segítséget a magyaroknak.
Laszky sikere Isztambulban Lodovico Grittinek, a dózse balkézről született fiának is volt köszönhető, aki Pargalı İbrahim nagyvezír személyes jó barátja volt, ezért közte és Laszky között aktívan segédkezett a tárgyalásokkor. Gritti állítólag velencei ügynök is volt egyszemélyben és így Szulejmánhoz is beajánlhatta János követét. Gritti segítségével meg is köttetett a megállapodás 1528. január 27-én. Isztambuli útjáról hazatérve Laszky jó színben tüntette fel Grittit János előtt.
1527 októberében, Budától harminc kilométerre, török lovasokat észleltek. A törökök állítólag Ibrahim nagyvezír parancsára érkeztek, hogy felmérjék a helyzetet, miután a nagyvezír értesült a gyors osztrák előrenyomulásról Magyarországon.
Ferdinánd is követséget küldött Isztambulba, hogy a szultán ismerje el Magyarország királyának, azonkívül háromévi fegyverszünetet kért tőle. Szulejmán válasza hadüzenet volt. V. Károly is figyelmeztette öccsét, hogy ne próbálkozzon békekötési kísérletekkel, mert a szultántól semmi jót nem várhat e tekintetben.
A polgárháború továbbra sem hagyott alább. Időközben Ferdinánd szélnek eresztette zsoldosai jó részét, így Magyarországon nem maradt sok katonája.
Trencsén is erősen ellenállt von Katzianer erőinek, és a Lippa vidékére letelepített szerbek is hűek maradtak Szapolyaihoz, őket nem tudták az erdélyi csapatok engedelmességre késztetni.
1529 elején megint elkezdődtek az átpártolások János király oldalára, főleg Erdélyben. Mária királyné Ferdinándot kérte, hogy jöjjön vissza Magyarországra, mert Szapolyai visszatért. Közben megjöttek a fenyegető üzenetek a szultán készülő hadjáratáról, amely „könyörtelenül elpusztít mindent, ami meg nem hódol Jánosnak.” Ferdinánd éppen testvérénél járt, hogy tőle kérjen segítséget, de a német fejedelmek nem akartak neki katonát adni. Amikor a fejedelmek látták, hogy katonáit a trón megszerzésére vezette, úgy gondolták, hogy ez is csak a magyar-osztrák trónviszály (némi török közreműködéssel), így az egymás és a franciák ellen vívott harchoz képest jelentéktelennek tűnt előttük a magyarországi háború.

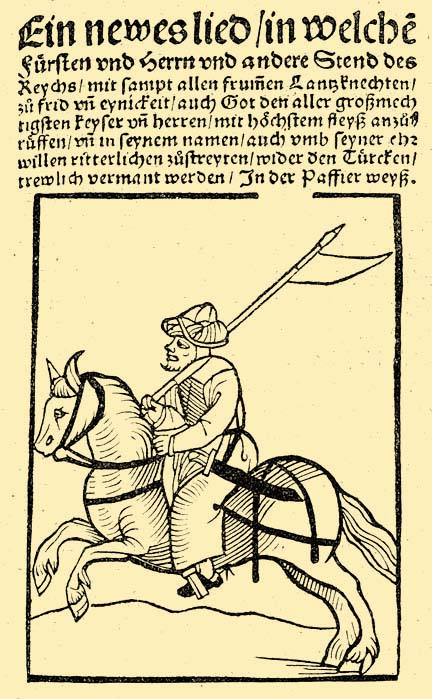
Korabeli német tudósítás I. Szulejmán 1529. évi Bécs elleni hadjáratáról.

Szapolyai novemberben valóban visszatért Tarnówból, ahol a szinai vereség után menedéket lelt, és Makón Laszky vezetésével már török segédhadak várták. Serege elfoglalta Jenő és Pankota várait, s néhány hét múlva – Temesvár kivételével – egész Erdély a kezére került.
Ferdinánd a pozsonyi országgyűlésen magyar híveit kérte, hogy harcoljanak a törökök ellen, akik ezt ugyan megígérték neki, de magyar részről jelentősebb fegyveres erő nem került felállításra. Az újévben a törökök bevették Bácsot és Félegyházát, a két egyedüli várat a Délvidéken, mely osztrák kézen volt. Ezeket a török meg is tartotta magának.
Az igazi török intervenció 1529-től vette kezdetét, mely az addigi magyar belháborút habsburg-török háborúvá változtatta. János király május 10-én hozta nyilvánosságra szövetségét a törökkel, mire az ország nagy része az ő oldalára állt. Még a tavasszal a szultán IV. Péter moldvai vajdát Erdélybe küldte, hogy az erdélyi Habsburg-pártiakat engedelmességre kényszerítse. A vajda serege feldúlta az ország déli és középső területeit, valamint a szász földeket, sőt még Ferdinánd csapatai is vereséget szenvedtek
Ferdinándnak gyakorlatilag nem volt hadserege. A megkésve kiadott rendeleteknek csupán annyi eredménye volt, hogy egy alig valamivel több mint ezer fős őrséget Budán el tudott helyezni. A katonákat Nádasdy vezetésére bízta, de az őrsereg nagy része ijedtében elmenekült Esztergomba.
 Kétségbeesésében a főherceg még adót is fizetett volna (horribilis összeget) Szulejmánnak. A szultán azonban lendületes tervet dolgozott ki: Bécs ellen vonult.
V. Károly ekkor Szulejmán ellen szövetségest keresett az Oszmán Birodalom hátában a muszlim I. Tahmászp perzsa sah személyében, aki azonban nem volt hajlandó együttműködni.
Az Oszmán Birodalom részéről felvetődött egy Moszkva elleni támadás terve is, épp a lengyelek megsegítésére, hogy az Ausztria elleni hadjárathoz őket is csatlakoztassa.
Török Bálint a Világost elfoglaló Szapolyai ellen támadást indított, erre válaszul a török a moldvaiakat küldte ellene. A szorult helyzetbe került Török Bálint fegyverszünetet kötött a moldvaikkal. Szapolyai előtt meghódolt Szeged, majd a király a mindvégig ellenálló Lippát szállta meg. Ferdinánd küldött volna erősítéseket, de a katonáit nem mindenütt látták szívesen, az esztergomi érsek például nem volt hajlandó 1000 osztrák katonát székvárosa falai közé engedni.

#### Bécs ostroma

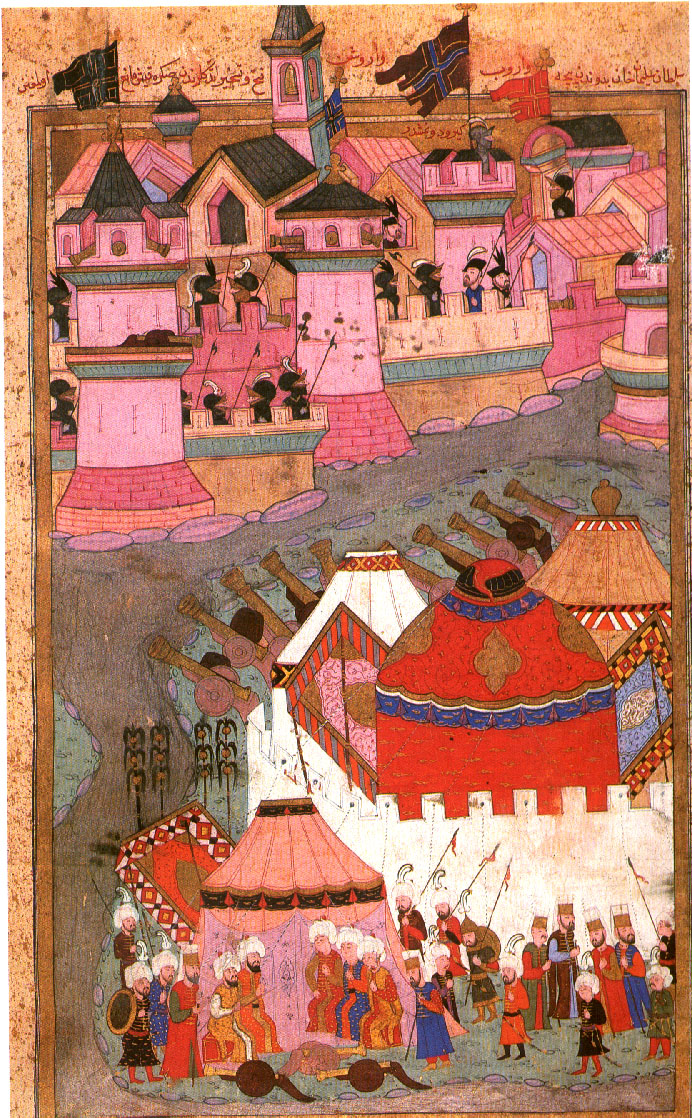
Bécs ostroma 1529-ben (török miniatúra)

A magyar hadvezetés a török katonai mozgolódás hírére kérte Ferdinándot, hogy gyűljön össze csapataival Bécsnél, így mire a török haderő Nándorfehérvár alá ér, ő idejében Buda alá érkezhet. A védelmet az osztrák vezetés bár megígérte, de védelmi előkészületet nem tett, sőt sokkal inkább a fővárost védték, míg Buda felszerelés és katonaság híján gyakorlatilag védtelenül állt.
Bár a Bécs elleni hadjáratra jól felkészült, de a szultán későn, május 10-én indult ausztriai hadjáratára. Arra számított – miután Magyarországról gyorsan kiszorították a Habsburg hadakat –, hogy a császárvárost hamar elfoglalja. Az időjárási viszonyok kedvezőtlenek voltak, rengeteg eső esett és az oszmán hadsereg lassan haladt előre. A hadjáratban több ezer szerb vett részt, akik korábban Cserni Jován seregében szolgáltak és a törökhöz hasonló kegyetlenséggel pusztították a Duna-Tisza közét.
A török sereget hátráltatta, hogy nem akarta áthágni az iszlám vallási előírásokat, és Plovdivban még megülte a kisbajrám ünnepét, majd június 15-én vonult tovább. Csak júliusban érték el Nándorfehérvárt, ahol a Dunán csupán egy magyarokból és szerbekből álló naszádos erővel találták szembe magukat, sőt a szerb katonák átálltak a szultán mellé, ezzel az egész Duna gyakorlatilag török ellenőrzés alá került Bécsig. Zimonynál csatlakoztak az anatóliai erők a fősereghez, augusztus 18-án Mohácsnál pedig fogadta János király hódolatát a szultán. Szeptember 3-án a szultáni fősereg Buda alatt volt, és egy rövid összecsapást követően bevette a várost és a várat, amit átadott János királynak. A vár őrsége ugyan megadta magát, de a törökök, ígéretüket megszegve, megölték őket. A várost másodízben dúlta fel a török, ezért Szapolyai egy ideig nem mert Budára menni, mert félt, hogy a lakosság ellene hangolódik, amiért szabadjára engedte az oszmánokat.
Szulejmán csak szeptember 27-én ért Bécs alá, melyet spanyol, német, olasz, valamint cseh katonákból álló őrsége védelmezett. A várat védő Niclas zu Salm tehetséges katona volt, s megvédte a császárvárost a török támadásoktól, miközben egy-egy alkalommal kitört a várból. Az esőzés nem hagyott alább, és ez az ostrom munkálataiban akadályozta a törököket. Végül Szulejmán az ostromot feladva elvonult a császárváros alól, és a katonák szabályosan menekültek Budáig, nagy zsákmányt hagyva maguk mögött.
Szulejmánnak ez volt az első nagy kudarca Európában. Ez azonban nem szegte kedvét, sőt annál jobban szította benne a vágyat, hogy Bécset meghódítsa. A nagy szulejmáni álom soha nem vált valóra sem a szultán életében, sem pedig a magyarországi török uralom egész ideje alatt. A Bécset érintő sikertelen ostromkísérletek rávilágítottak az Oszmán Birodalom és a hadvezetés belső ellentmondásaira. A kudarc az Oszmán Birodalom nagy hódításainak megtorpanását eredményezte, és hosszú távon a birodalom bukásának lehetőségét alapozta meg.
A Bécsnél elszenvedett kudarc után az osztrákok néhány határszéli vármegyét visszafoglaltak, de az ország jó része János király uralma alatt maradt. Szulejmán Budán, Lodovico Grittivel háromezer fős őrséget hagyott hátra, egyrészt, hogy segítse Jánost a német támadások visszaverésére, másrészt a király ellenőrzésére.

### Lodovico Gritti színrelépése

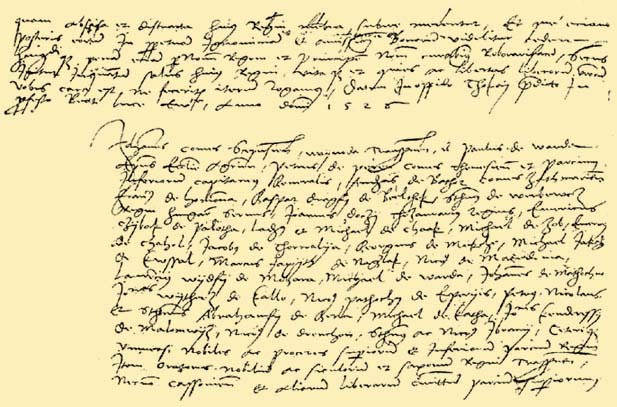
Szapolyai János országgyűlésre való meghívójának záradéka. Kelt. 1526. október 22.

A török segítség következményeit Jánoson kívül kevesen látták át. A török ugyanúgy rabolta és pusztította szövetségese területeit is, mint Ferdinándét, ez ellen a király tehetetlen volt, mivel a szultánon kívül másra nem számíthatott.
Az országnak kényszerűen azt is tapasztalnia kellett, hogy Ferdinánd hatalma sem jelent többet Jánosénál, mert a törököket éppúgy nem tudta megállítani és a német fejedelmek sem adtak kézzelfogható segítséget, noha a Bécs elleni inváziót kis szerencsével elhárította.

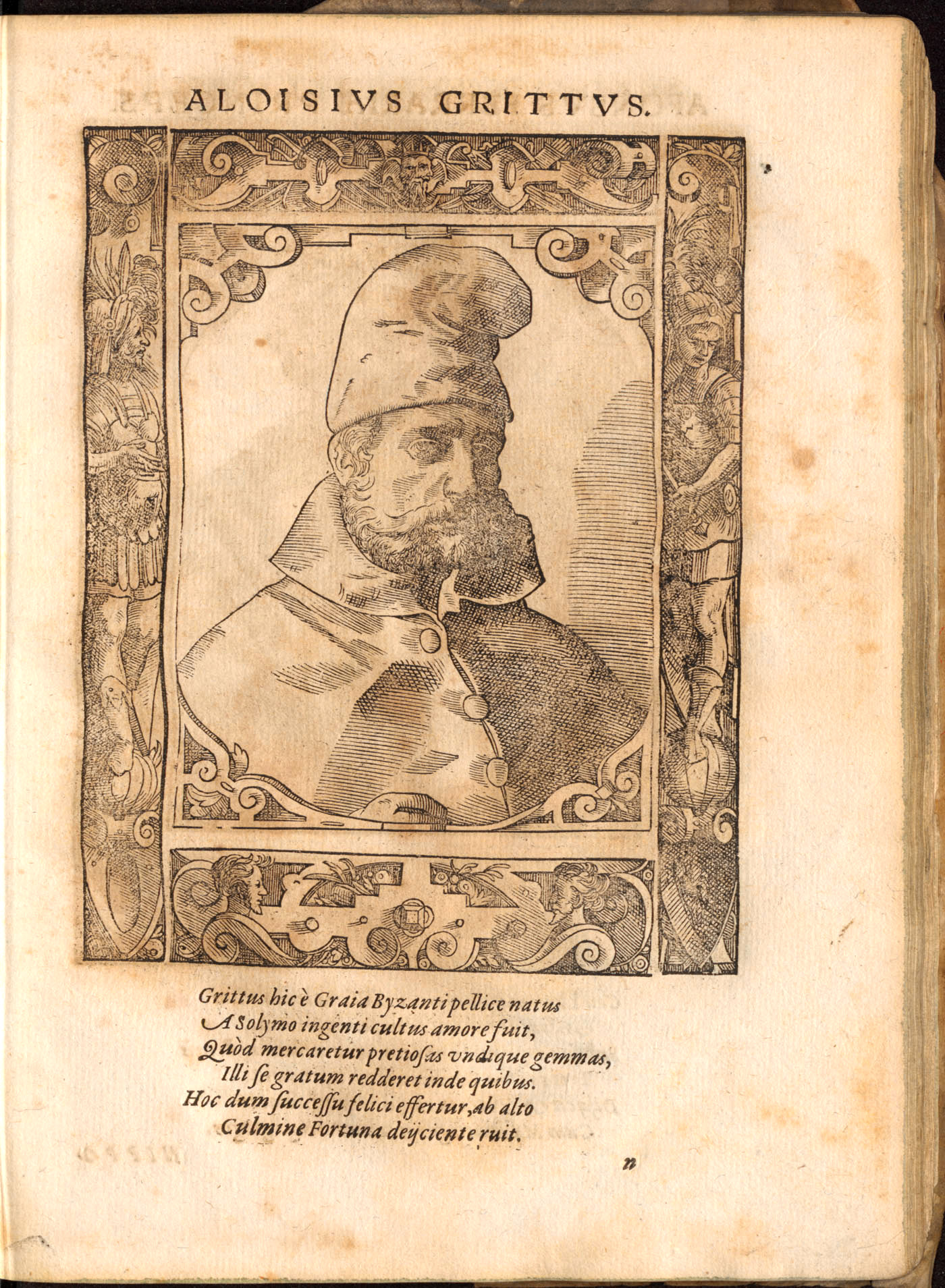
Lodovico Gritti. Cselszövő, ravasz és haszonleső ember volt. Azzal, hogy Szapolyai megbízott benne kis híján a vesztét okozta.

A császárváros alatt elszenvedett kudarc után a Habsburgok elleni háború folytatására nem szánta rá magát Isztambul, a Német-római Birodalom lehetséges fenyegetése miatt mégis rákényszerült. Szulejmán szövetségesének, Szapolyainak külpolitikai viszonyai elég borúsnak mutatkoztak. A pápa a törökkel kötött szövetség miatt kiátkozta, a király igyekezett is mentegetni magát a nyugati hatalmak előtt. A Ferdinándhoz állt Zay Ferenc már ezt megelőzően kemény szavakkal illette Szapolyait és Werbőczyt, mindkettejüket azzal vádolva, hogy a Porta felé húznak és Zay „egész lélekkel síkra szállott a török párt ellen.”
Közben a Budán maradt Gritti – aki a szultán hadjáratában a hadsereg szállítójaként vett részt –, felkínálta szolgálatait Szapolyainak. A király kincstartóvá és egri püspökké nevezte ki. Bár több jelentős dolgot cselekedett, nem tudta megtölteni az üres kincstárat. A pénzek többségét saját céljaira fordította, többek között Budán is egy udvart épített ki. Közben vissza kellett térnie az oszmán fővárosba, addig az országban bizalmasa, Nádasdy Tamás mindenben az ő utasítása szerint járt el.
1530-ban országgyűlés ült össze Budán, ahol Bánffy Jánost kinevezték nádorrá, majd Szapolyai, a magyar urak általános megrökönyödésére 1530. december 26-án kinevezte Gritti Alajost Magyarország kormányzójává. A gazdasági nehézségek és a parasztsággal egyre kiélezettebb ellentétek miatt a jobbágyoknak visszaadták a szabad költözési jogukat, amit még 1514-ben vettek el tőlük. Úgy látszik Szapolyai, a parasztfelkelés leverője is ráeszmélt, hogy mennyire helytelenül cselekedtek akkor. Ezek mellett hadügyi törvényeket hoztak és felléptek a hamis pénzverők ellen.

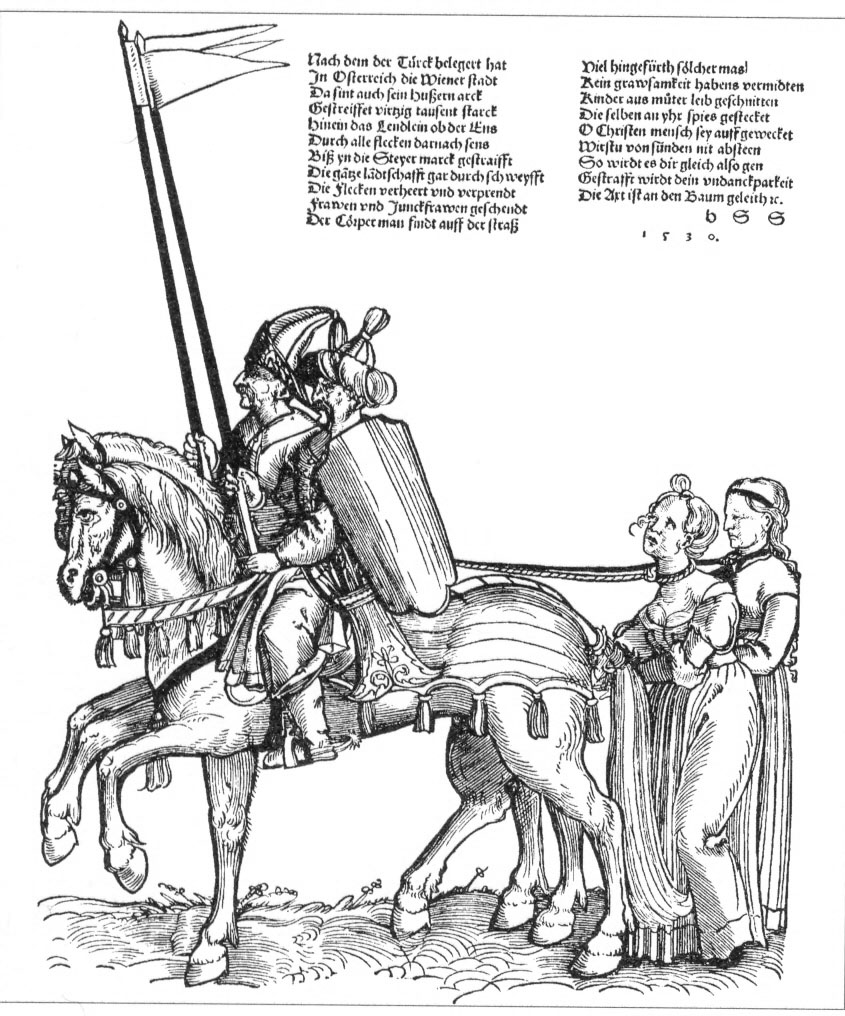
Rabszolgákat zsákmányolt török katonák 1530-ban

Időközben a háború kisebb, a megszállt területek határaira korlátozódott összecsapások formájában folytatódott. Ferdinándnak Bécs ostromakor elfolyt a pénze a székhely védelmére és nagyobb katonaságot már nem volt képes fenntartani. Elvesztette tehetséges hadvezérét zu Salmot, míg a meglehetősen tehetségtelen Wilhelm von Roggendorffal nem sokra ment.

Egyetlen nagyobb katonai akció a szepességi kapitányoké volt, akik 1600 fős sereggel elfoglalták Tokajt és néhány kisebb várat. Valamilyen oknál fogva (betegség, vagy idegenkezűség) ebből a hadjáratból mindössze hatszáz ember tért vissza.

János helyzete sem volt jobb, mert az országgyűlésen megszavazott adókat nem tudták behajtani és az országban súlyos éhínség volt. A törökök rendszeresen portyáztak még szövetségesük területén is, akárcsak a Ferdinándhoz hű Horvátországban, míg északról Török Bálint és más kapitányok folytattak portyaháborút János ellen.

1530 őszén újabb nagyobb török sereg nyomult be Magyarországra. Szapolyai Mehmed szendrői béget hívta segítségül, aki 25 000 fős hadával ausztriai és morvaországi hadjáratra készült. Szapolyai még segítséget is adott mellé, amiért megígérte ugyan, hogy nem fogja a magyar területeket pusztítani (még a Ferdinánd kezén levőeket sem!), de az ígéretét nem tartotta be. Egy heti hadjárat után nem Ferdinánd földjeit, hanem a magyarországi területeket rabolta és égette. Budára egyes becslések szerint vagy ötvenezer fogollyal tért vissza. Noha János megpróbálta kieszközölni szabadon bocsátásukat, nem tudott semmit a rabok érdekében tenni.

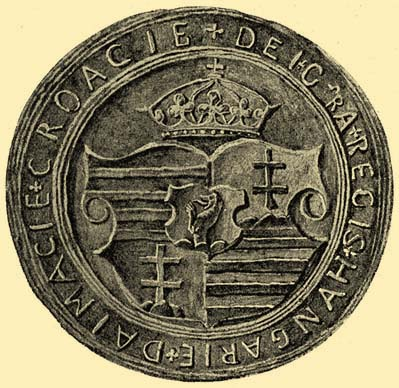
Szapolyai arany királyi pecsétje.

Ferdinánd közben ismét megpróbálta elcsalni Szapolyai híveit, míg a király békésen akarta lezárni a több éve tartó háborút. Az esetleges megegyezésbe a szultán is kész volt belemenni. A zavaros időkben Várdai Pál volt az, aki a két király között semleges maradt és igyekezett békét teremteni, de kevés eredménnyel. Buda ostromakor viszont átállt Ferdinánd mellé és a védelemre küldött pénzt is megtartotta magának.

Ferdinánd már nem ragaszkodott annyira az ország egységének megtartásához, megelégedett volna annyival, hogy a kezében lévő nyugat-magyarországi és horvát területeket megtartja, a többit meghagyja Szapolyai és Szulejmán birtokában. Szapolyai azonban nem akart lemondani a magyar országrészekről, de nem is akart a szultán adófizetője, vagy ami még rosszabb, a havasalföldi és a moldvai vajdákhoz hasonlóan az oszmánok vazallusa lenni. Ferdinándnak ezenkívül még nyugaton, a katolikus német fejedelmek is ellenségeinek számítottak, legfőképp 1531 után, amikor római királlyá választották.

Amíg a Lengyelországban összeült tanácskozáson Szapolyai az ország egységének kérdését tartotta fontosnak (a szultánnal a hátában), addig a lengyel és az osztrák uralkodók célszerűbbnek tartották a megegyezést és az ország felosztását a két trónkövetelő között. Felvetették egy olyan megállapodás létrehozását, amelyben ha Szapolyainak nem marad fiú utóda, akkor Ferdinándra szállhat a teljes magyar korona. Ez 1538-ban meg is valósult. Közben Ferdinánd követei Konstantinápolyban évi adófizetést ajánlottak fel a szultánnak a teljes Magyarországért cserébe, de ezt Szulejmán nem fogadta el.

### Újabb osztrák támadás
A lengyelországi sikertelen tárgyalások után Ferdinánd, von Roggendorffal az élen, sereget küldött Buda ellen (ezzel egyidőben Esztergomot is ostromolni kezdték az osztrákok). Péter vajda ekkor nem avatkozhatott bele a küzdelembe, mert a lengyel király országára támadt, aki Jan Tarnowskit küldte ellene és súlyos vereséget mért rá az Obertin melletti csatában. A budai vár falaiban az osztrák ágyúk jócskán kárt tettek, de a vár magyar-török védőserege kitartott.
A német folyami erőket megverték és híre jött, hogy oszmán-magyar felmentő sereg érkezik, ezért von Roggendorf feladta az ostromot. Visegrádon három hónapra fegyverszünetet kötöttek a felek 1531. január 21-én, amelyet 1532. május 9-ig folyamatosan meghosszabbítottak. A Ferdinánd által de facto elfoglalt magyar területek határán osztották fel egymás között az országot. Ezek közt volt Esztergom is, ezt a törökök nagy elkeseredéssel fogadták. 1531 januárjától jogilag is két részre vált Magyarország.
Ez a provizórium természetesen nem azt jelentette, hogy az ország egyesülése végre megvalósul, inkább a három részre szakadás lehetőségét vetítette előre. Szulejmán gyanakodva figyelte még magyar szövetségesei lépéseit is és tartott attól, hogy a teljes ország Habsburg uralom alá kerül.

A császári főparancsnok, von Roggendorf által vezetett sereg az elhúzódó ostrom során nagyon meggyengült, de Szapolyai sem boldogulhatott a törökök nélkül. Habár megtehette volna, hogy ezzel a segítséggel egyetlen csatában eldöntse a kérdést, nem tette, tudván, hogy azzal a törökök aratnának diadalt. Istvánffy Miklós így ír erről:

„Amint János király messziről, a vár ablakából meglátta, hogy az ártatlan férfiak és nők nagy sokaságát kegyetlen szolgaságba hurcolják, azt mondják, nem tudta visszatartani könnyeit, s sóhajtva és szomorúan azt mondta a környezetének, hogy ennek a csapásnak és szerencsétlenségnek nem ő, hanem Ferdinánd és a németek az okai…”

### Eredménytelen béketárgyalások
A visegrádi fegyverszünet Gritti érdeme volt, aki a szultán nevében jött Magyarországra, hogy a Szapolyai és Ferdinánd közötti vitát eldöntse. Buda védelmében is kitüntette magát, ezért a király a fiát, Antoniót kinevezte egri püspökké. Gritti budai udvara lassan nagyobb népszerűségre tett szert, mint a királyé. Magyar földön is sok ellenséget szerzett, de a király egyelőre nem mert ellene fellépni, mert akkor a nagyvezírrel és azon keresztül a szultánnal is szembekerült volna. Végleges megállapodást amúgy sem kötött a Habsburgokkal, így jobbnak látta, ha a kérdést Grittivel szemben később dönti el, mivel alapvetően a törökökön múlt, hogy megtarthatja-e a trónját.
1531. március 4-én Babócsán a rendek királyközi gyűlést tartottak, ahol elhatározták, hogy a két ellenkirály nélkül tanácskoznak az ország ügyében és megpróbálják maguk megoldani a problémákat. Több mint két héttel később, március 19-én Bélváron ült össze újabb országgyűlés, ahol azonban az elnöklő Perényi Péter a Habsburgok érdekét képviselte, ezért nem lehetett eredményes.

Az elpártolt Várdai érsek később Szapolyai iránti hűségét akarván bizonyítani, pénzzel rávette Esztergom spanyol parancsnokát, hogy gyújtsa fel a vízibástyát, de a cselre hamar fény derült, ezért Várdait őrizetbe vették és Pozsonyba vitték.
V. Károly újabb béketárgyalást tűzött ki, amit a stájerországi Pettauban (ma Ptuj, Szlovénia) szándékozott megtartani, míg Szapolyai a tanácskozás helyszíneként Krakkóhoz ragaszkodott. A két félnek ismételten nem sikerült megegyeznie, sőt Károly császár a testvére oldalára állította a zágrábi püspököt, Batthyány Orbánt is. Ferdinánd egy másik követséget is küldött Isztambulba. Ebben százezer arany adó fizetését ígérték, ha Szulejmán elismeri az egész ország királyának, ötvenezret, ha csak az általa birtokolt nyugati országrész urának. Ha viszont egyiket sem fogadná el, akkor lemond a maga területéről Szapolyai javára, leszámítva hét várat és a Csallóközt, valamint egyes horvát-szlavón területeket. De kikötötte azt, hogy Szapolyai utód nélküli halála esetén az egész országra ő tart igényt.

A követség azonban csak a szerbiai Nišig jutott el, ahol Pargali Ibrahim nagyvezír fogadta őket a hírrel, miszerint a szultán elindította hadjáratát Ausztria ellen és ismételt célja Bécs.
1531. november 1-jén a rendek ismét egy külön gyűlést tartottak Zákányban, Nádasdy Tamás vezetésével. Az év végén a Kassa melletti Gálszécsen is üléseztek, de ezek a gyűlések sem vezettek eredményre, éppúgy mint az 1532-ben tartott eperjesi és kassai ülések.

### Kőszegi hősök

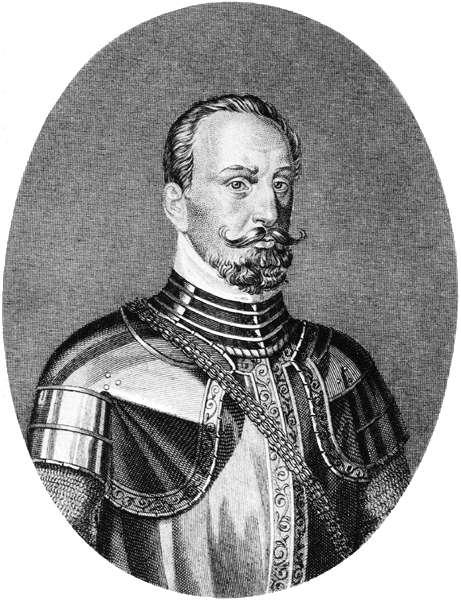
Jurisics Miklós Adam Ehrenreich korabeli rézmetszetén.

Szulejmán április 25-én indult el, hogy még időben elérje Bécset, de az újabb ostromra egészen más okok miatt nem került sor, pedig minden feltétel adott volt hozzá.

A szultán magával vitte Ferdinánd követeit, akiket csak Kőszegnél engedett szabadon. A Bécs elleni újabb akciót most körültekintőbben vezette, mint 1529-ben, ám még így is lassan haladt. Bár akkoriban és később is úgy vélték, hogy az osztrák, sziléziai és morva tartományokat akarja meghódítani, de a legerősebb álláspont az, hogy Bécs ellen vonult. Seregében nagy számmal voltak magyar vezetők (de magyar katonaság aligha), akik keresztül vezették az országon. A sereg kiegészült a moldvai vajda küldötte erősítésekkel, akik a császárváros 1529. évi ostromában is részt vettek. Ekkor már gyülekezőben volt egy olyan nagy birodalmi sereg is Bécs alatt, melyhez hasonló erő összetoborzását a Habsburgok csak több mint fél évszázad múlva, később pedig csak 1664-ben ismételtek meg és csak akkor vetették harcba a törökök ellen.

A szultán ostromolni kezdte a vas vármegyei Kőszeg, viszonylag kis várát, amit a horvát Jurisics Miklós védelmezett 7-800 katonával és bemenekült paraszttal. Jurisics visszavert több rohamot és a török aknászok betörését is sikeresen megakadályozta.

Az ostrom okai és értelme ma is vitatott. A szultáni sereg ezt megelőzően több jelentős dunai erősség mellett haladt el, majd mégis ezt a kisebb várat vette ostrom alá. A császári sereg – noha a közelben volt –, nem támadta meg a szultánt, hogy döntő csatába bocsátkozzon vele.

A szultán tudta, hogy a birodalmi hadak szinte mind képzett egységekből tevődtek össze, érdemes megemlíteni ezek között a spanyol gyalogságot, amely a janicsárokkal szemben is eredményesen tudott harcolni. A szulejmáni seregnek csak negyede volt a reguláris nyugati katonákkal megmérkőzni képes elit janicsár és szpáhi alakulat. Ha megközelítette volna Bécset, ott nyílt mezőn kellett volna megütköznie a birodalmiakkal, s csak azután vehette volna be a várost. Ezért Kőszeg ostromával húzta az időt, de az is lehet, hogy csak keletebbre akarta csalni Károlyt és Ferdinándot.

Károly nem lépte át a magyar határt, hogy ott vívjon döntő csatát a törökökkel, mert a fejedelmek a hadsereget csak Bécs és az osztrák tartományok védelmére szavazták meg. Szulejmán végül megegyezve Jurisicssal némileg még előrenyomult, majd más irányból visszatért az oszmán fővárosba, hogy eközben a katonái zsákmánnyal megszedjék magukat és legalább abból kielégülhessenek, ha már Bécset nem sikerült elfoglalni.

Három kapitány (egy magyar, egy horvát és egy szerb) Zay Ferenc, Bakith Pál és Osztrosics Miklós gyakorlatilag saját költségén hadakozott az országban portyázó törökkel. Szulejmánt a magyar és horvát lovascsapatok üldözőbe vették, s Bakith a Szerémség felé szorította a Szultán hátvédjeit. A Dunántúlon Osztrosics, Bakith csapatai, valamint Zay huszárjai még tovább portyáztak, majd Zay és Osztrosics a Dráva vonalát kezdték őrizni, nehogy a török portyázók mélyebben hatoljanak be a magyar területekre.
Az ostrom alatt Sárvárt ért még török támadás Kőszegen kívül, illetve Szapolyai a Dunán szétvert egy 49 naszádból álló német vízierőt Komárom alatt szeptember 17-én. Esztergomot viszont nem tudták visszafoglalni. Miután az oszmán sereg visszatért a Balkánra, a birodalmi had is feloszlott.
E hadjárat alatt Balatonkenesén már sokadjára hívták össze a „királytalan” országgyűlést. Ezen Nádasdy már nem jelenhetett meg, mert Szapolyai kegyvesztéssel fenyegette. Még egy gyűlésre került sor Berhidán (március 12.) is, de hasonlóképp zárult, mint az előzők.

### Gritti játszmája
A szultán után egy felégetett ország maradt, és 1532 után már úgy tűnt, a háborús események alábbhagynak az országban. Miután Ferdinánd a szultánt próbálkozásai ellenére sem tudta a maga pártjára állítani, azon volt, hogy békét kössön a törökökkel. A Habsburg uralkodót rossz egészségi állapota és az eddigi háborús költségek rendkívüli nagysága is erre késztette, sőt Szapolyai felől is olyan hírek érkeztek, hogy nem szándékozik folytatni ezt a vészterhes vetélkedést. A török szövetségből Szapolyainak származott a legnagyobb kára, szövetségese rendszeresen dúlta az ő területeit is, amit saját várkapitányai sem akadályozhattak meg.

Ferdinánd két békeajánlatot is tett a kőszegi ostrom után a szultánnak, de az mindkettőt elutasította. Mivel a hatalmas keresztény had feloszlott, a főherceg újból sereg nélkül maradt. Veszélyben forgott ugyanakkor mind Szapolyai, mind a saját trónja, emiatt a csallóközi Megyeren négy hónapos fegyverszünetet kötöttek.

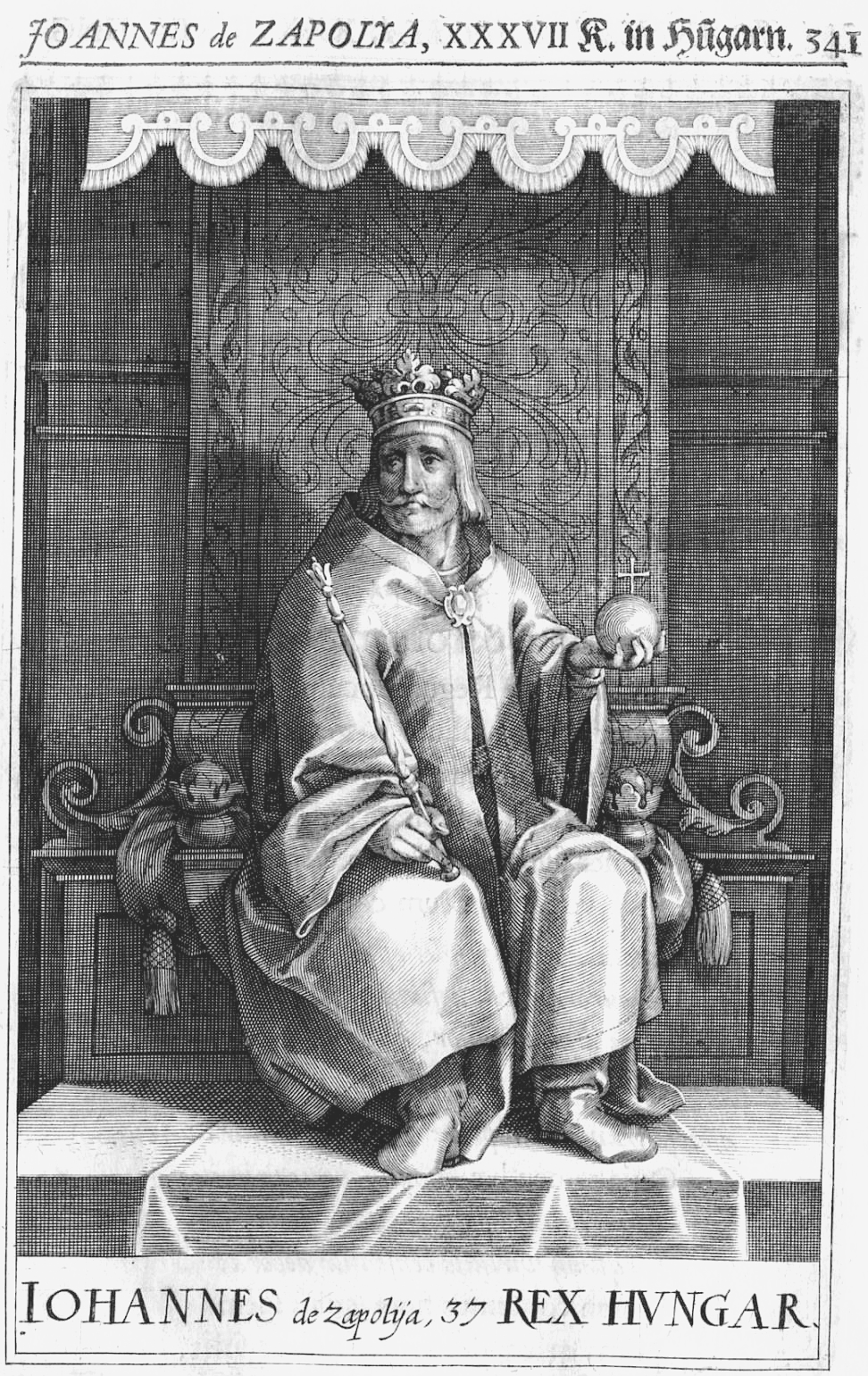
Szapolyai János egy ismeretlen rézmetszetén.

1533-ban Ferdinánd elküldte követét, Zárai Jeromost a Portára, hogy az oszmánokkal való háborút véglegesen lezárja. A Portán Gritti és barátja, a nagyvezír aktív közreműködésével létrejöhetett a konstantinápolyi békeszerződés, amelyben Szulejmán Ferdinándot az általa birtokolt magyar területek királyaként ismeri el, s tudomásul veszi Magyarország kettéosztottságát. A békét jóllehet, idővel a szultán érvénytelenítette, de nem változtatott az országot érintő megosztottságon. A rendeket ez a békefeltétel nagyon megdöbbentette, hiszen ők továbbra is az „integritás álomképét hajszolták.”
Ferdinánd és Szapolyai között azonban nem jött létre a béke és a háborúnak folytatódnia kellett magyar területen. Ezek általában a két párt közötti villongásokra korlátozódtak. 1533 március havában a tokaji várkapitány kétszáznál is több jószágot hajtott el Polgár lakosaitól, további ezret Újszentmargitáról. Várpalota parancsnoka, Móré László is rendszeresen fosztogatta Szapolyai birtokait, ezért Szapolyai török segítséggel leszámolt vele.

1534-ben Szulejmán Grittit küldte ismét Magyarországra, hogy a vitát eldöntse a két király között. A Kelement váltó III. Pál pápa is felvette vele a kapcsolatot, hogy a készülő békeszerződésbe őket is belefoglalják. Szapolyai hiába próbálta ellenőrizni kormányzóját, többször is küldötteket menesztett Isztambulba, akik között ott volt Laszky is (nyilván összejátszott Grittivel). Szulejmánt és a nagyvezírt elszólította a háború, mely a perzsákkal tört ki keleten, ezért nem tudott odafigyelni a magyarországi eseményekre, amelyek egyre inkább drámai fordulatot vettek.

Gritti, akit Szapolyai 1532-ben főkapitánnyá tett, a királyt állítólag háromszázezer dukát arannyal is támogatta.
A csalárd politikus saját hatáskörét jóval túllépve megpróbált közeledni a Habsburgok felé és Ferdinánd követével tárgyalt az esetleges átpártolásról, így tevékenységével Ferdinándot akarta előnyhöz juttatni. Grittinek kormányzói minősége mellett vagyona miatt is nagy tekintélye volt az országban, és akkori tartózkodási helyén, Medgyesen vagy négyezer fős török, magyar és román sereg állt a rendelkezésére. Fiai 1533 őszén feldúlták Pécset, amit Szapolyai tulajdon szemeivel nézhetett végig. Emiatt Pécs lakosai majdnem lázadást robbantottak ki.

Állítólag olyan terveket szövögetett Gritti, hogy ő maga egyesíti az országot, s meg akarja szerezni a trónt. Növekvő hatalma már korábban is nyugtalanította Szapolyait, de soha nem tudott ellene eredményesen fellépni. Most, hogy Szulejmán távol volt és Ferdinánd felé való közeledése nyomós érvvel szolgált Szapolyainak, a király készült Gritti eltávolítására.

#### Gritti végzete
Gritti Magyarországon is meglehetősen sok ellenséget szerzett. Miután a szultán és a nagyvezír perzsiai hadjárata hosszúra nyúlt és Gritti is távol volt, a Portánál a kormányzó politikai ellenfelei ragadták kezükbe a hatalmat. Gritti épphogy belefogott terve megvalósításába Erdélyben, mikor Szapolyai értesült erről. Idehaza csordultig telt a pohár, mert Gritti egy jelentősebb török kísérettel úgy vonult Buda felé, mintha le akarná taszítani Szapolyait a trónjáról. Mivel komolyabb erő nem állt az útjában, a király elhatározta hogy leszámol kétszínű kormányzójával, aki őt is veszélyezteti. De Gritti sem tétlenkedett, s augusztusban megölette Czibak Imrét, Szapolyai helyettes erdélyi vajdáját és legfőbb támogatóját. Erdélyben azonban mindkét király hívei megsokallták Gritti ténykedését és az addig egymás ellenségeinek számító urak összefogtak ellene. Majláth István szövetkezett a havasalföldi vajdával, aki bosszút akart állni Grittin, mivel az Erdélybe tartván végigrabolta az országot.
Grittit Medgyesen ostrom alá vették, akinek helyzete akkor vált reménytelenné, amikor a felmentésére küldött moldvai sereg is az ellenséghez csatlakozott. Medgyes elesett, Grittit és fiait megölték.

### A végjáték
Bécsben amikor értesültek arról, mi történt Grittivel, először arra számítottak, hogy Szulejmán megbosszulja majd politikusa halálát és Szapolyai ellen fordul. Az ügy azonban nem okozta Szapolyai bukását, sőt, a fennálló helyzeten sem eredményezett nagyobb mértékű változást. Szulejmán a tények alapján tudomásul vette és jogosnak ítélte a kormányzó halálát, így Szapolyai nem esett ki a kegyeiből.
Török Bálint és Bakith Pál kísérletet tettek arra, hogy az erdélyi szerbeket is Habsburg szolgálatba állítsák, s velük a stratégiailag fontos Váradot megszerezzék, de ez a tervük nem sikerült. Bár állandóan folytak a béketárgyalások, megpróbálták rávenni Szulejmánt Szapolyai megbüntetésére.

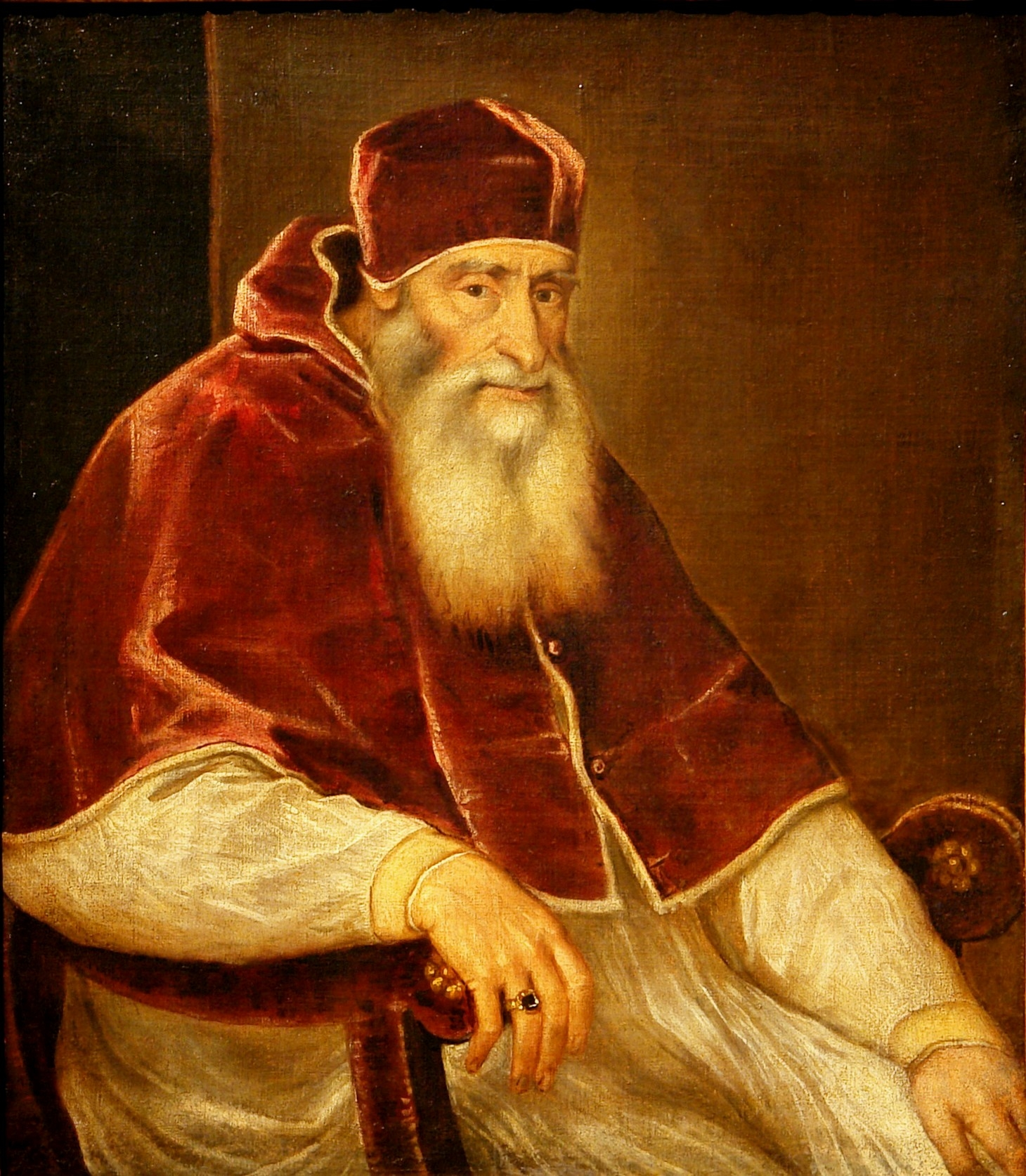
III. Pál pápa Tiziano festményén. Szintén a cognaci liga tagja volt. Bár békéltető céllal lépett fel, valójában igyekezett akadályozni Ferdinándot, hogy azt továbbra is lekösse a török háború.

Gritti helyét időközben felváltotta György barát, aki megkapta a királytól a váradi püspök és kincstartó címet. György barát nyomására Laszky Jeromost börtönbe vetették, aki végig cinkosként asszisztált a kormányzónál. Annak érdekében, hogy az esetleges újabb szerb felkelést elkerüljék Lugoson és Karánsebesen, az ottani kapitányokat is lefogták. Követeket küldtek Perzsiába a szultánhoz, hogy tisztázhassák a királyt, ami végül sikerült is.
1535-től a francia befolyás Törökországban újból felerősödött. Ebben az évben Tuniszban Szulejmán összecsapott a spanyolokkal, akik V. Károly vezetése alatt indítottak egy észak-afrikai törökellenes hadjáratot, és III. Pál felélesztette Konstantinápoly felszabadításának eszméjét, ami V. Károlynál is támogatásra lelt.

Ferdinándnak viszont testvére Tunisznál aratott sikere és a fokozódó európai törökellenes hangulat nem vált javára, mert ezzel minden esélye elszállt, hogy Szulejmánnal buktassa meg Szapolyait. Szapolyai ekkor török-politikájában megpróbált más utat követni, s Brodaricsot, valamint Frangepán Ferencet Károlyhoz küldte Nápolyba, hogy megszerezzék a császár támogatását Szulejmán ellen, de úgy, hogy Ferdinándnak se kelljen átadni az országot.

#### Fegyveres béketárgyalások
Szapolyaiban 1535 után már egyre erősödött az a késztetés, hogy végre békével zárhassa az egy évtizede zajló háborút, s úgy vélte, célravezető, ha Ferdinánd elvi álláspontjához közeledik, ami az ország megosztásán alapul.
Ferdinánd is hajlott a megalkuvásra, mivel a szultán nem sokkal később felmondta a fegyvernyugvást és Szlavóniában már támadólag lépett föl.
A harcok a Földközi-tengeren is kiújultak a törökökkel. Az oszmán flotta együttműködött a francia flottával.

Amikor Ferdinánd látta, hogy Szapolyai hajlik legjobban a békére, rögvest felbátorodott, és ez majdnem egy újabb fegyveres támadással fenyegetett. Ferdinánd követelte, hogy Szapolyai mondjon le, mert az ország megosztásáról a főherceg hallani sem akart. Szapolyai Károlyhoz fordult, aki leintette öccsét és ehelyett Buda átadását kérte Szapolyaitól, továbbá, hogy fogadja el örökösének Ferdinándot, de felvetette annak ehetőségét is, hogy Ferdinánd fiát Miksát koronázzák meg. A Rómában tartózkodó V. Károly III. Pál beavatkozását kérte, aki hajlandónak mutatkozva erre, követét Franciscus Quignonius bíborost útnak indította Magyarországra. Amikor azonban a császár távozott Rómából, Quignoniust a pápa felmentette tisztségéből, és a továbbiakban nem vállalt diplomáciai szerepet a felek között. Ezzel a lépésével megrendítette Ferdinándba és a magyar egyházi vezetőkbe vetett bizalmat.

1536 márciusában folytak a béketárgyalások, ahol a Szapolyait képviselő Werbőczy, Brodarics és Frangepán érsek Lajos testvérét, Jagelló Annát kérték, hogy igyekezzen meggyőzni férjét a békés megegyezésről. Thurzó Elek a királyné megnyerését meghiúsította, s követelte, hogy a békébe Szapolyai a Ferdinánd által megszabott feltételek szerint menjen be, anélkül, hogy bármi mást támaszt ezek mellett, vagy ezekkel szemben.

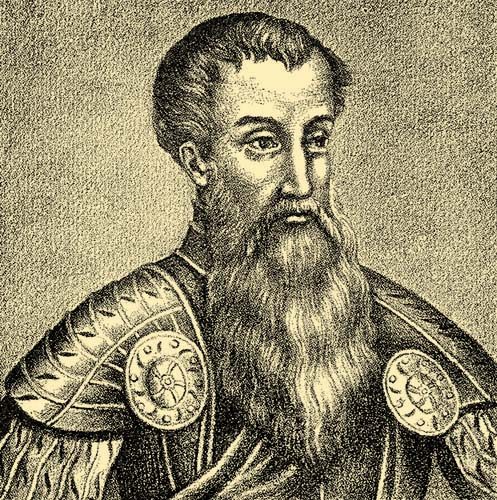
Wilhelm von Roggendorf. Ő, valamint Leonhard von Fels és Johann von Katzianer (ellentétben Niklas zu Salmmal), akik életük java részét nyugati frontokon töltötték, tehetetlenül álltak a török igen kiismerhetetlen taktikájával szemben, amely nem volt tekintettel arra a „hadi etikára,” ami Nyugaton elvárt volt.

A meghiúsult béketárgyalás után a Habsburg udvar a háború folytatására készült. Érintkezésbe léptek Moldvával, akivel szövetséget kötöttek, de Péter vajda egyszer sem avatkozott be a főherceg oldalán a háború további két évében. V. Károly viszont meghiúsította azt a tervet, hogy Ferdinánd hadjáratot indítson Szapolyai ellen és a dán érsekkel, Johann Wesével békét próbált végre kieszközölni. 1536. április 30-án Ferdinándnak bemutatták a békepontokat Bécsben, amit ő elutasított. Júniusban Wese Magyarországra ment, s Váradon találkozott Szapolyaival. A tárgyalás ott sem vezetett eredményre, mert a király csak Károly személyes beavatkozásában látta az ügy megoldását, ezért ki akarta várni a franciák elleni háború végét.
Közben a Portán is váratlan események következtek be, mert kivégezték Ibrahim nagyvezírt, Gritti kegyurát és barátját, így elhárult Szapolyai lehetséges megbüntetésének veszélye Gritti miatt.
December 4-én Szapolyai megszállta Kassát, mire Ferdinánd egy Erdély elleni támadást fontolgatott. Parancsot adott Leonhard von Felsnek, hogy kezdjen támadásba. Fráter György viszont megfelelő számú haderőt állított össze és a szükséges anyagiakat is előteremtette, így Szapolyainak sikerült távol tartania a von Fels vezette német-magyar csapatokat.

Körmöcbányán ismét sor került egy tárgyalásra, ami igencsak nehezen haladt és ezúttal sem hozott eredményt.
Ekkor megint a fegyvereké lett a döntő szó. Ferdinánd most megpróbálta Moldvát mozgósítani, mert Péter mindig is lojalitást mutatott a főherceg felé, és annak idején elismerte az ő királyságát. Minthogy a szultán erősebbnek mutatkozott mint az osztrákok, a moldvaiak ahelyett, hogy Ferdinánd mellé álltak volna, a magyarokat és a törököket erősítve átálltak, így a magyar-moldvai-török sereg von Felset kiszorította Erdélyből.

Kassa elfoglalásával kapcsolatban eltérőek voltak a vélemények: egyik szerint Szapolyai nyomást akart gyakorolni a dán érsekre, vagy pedig a kassai németeket akarták megbüntetni, mert azok annyira ádáz ellenségei voltak Szapolyainak, hogy még vérdíjat is tűztek ki a fejére.
A tárgyalások az incidens ellenére nem szűntek meg IV. Péter vajdával, így az továbbra is ingatag maradt a két tábor között, ami nehéz helyzetbe hozhatta volna Jánost. Szulejmán később rájött, mennyire rosszul jöhet neki Péter Bécs felé való közeledése, ezért 1538-ban hadjáratot indított Moldva ellen és elkergette a vajdát.
Bécs portai követe Franz von Sprinzenstein hasztalanul igyekezett elérni, hogy Szulejmán forduljon Szapolyai ellen. Szulejmán Károllyal és Spanyolországgal vívott háborúja miatt nem is tanúsíthatott volna más magatartást Ferdinánddal szemben, mint ellenségeskedést.
1536 folyamán újabb részleges országgyűléseket hívtak össze a király nélkül, noha 1535-ben ezeket már betiltották. Augusztusban Abaújban, Szikszón gyűlt össze tíz környékbeli vármegye nemessége, függetlenül mindkét királytól. Elképzeléseikben többek között szerepelt a hatalommal való visszaélések erővel történő megszüntetése, reguláris katonaság állítása. Ezeket a rendelkezéseket a királynak kell végrehajtania. A követeikkel a két királyt és a dán érseket akarták felkeresni, ahol kéréseiket megtoldották Perényi Péter kapitánnyá vagy bíróvá való kinevezésének kérelmével.
1536 elején harcok alakultak ki az erdélyi szászokkal. Kávássy Kristóf Szatmár (Szatmárnémeti) felől Nagyszebenbe akart vonulni, de véres harc során megfutamították. Márciusban viszont Majláth letörte a szászok ellenállását és meghódoltatta Nagyszebent Szapolyai előtt. Czibak megölése után színre lépő Fráter György sikerrel állította helyre királya tekintélyét és az üres kincstárba végre pénzt tudott folyósítani. Az augusztusban, Nagyváradon tartott tárgyalások újból csak csalódásokat keltettek, mert nem sikerült megállapodni Johann Wesével. Decemberben Szapolyai elfoglalta Miskolc és Diósgyőr vidékét. Utóbbi helységet Szapolyai Balassa Zsigmondnak adományozta.
1537 májusában Tokaj újból a szapolyaiak kezébe került, melyre a király mint családi birtokra s igényt tartott. Válaszul a Habsburg-seregek is támadásba kezdtek, de különösebb eredmény nélkül.
Az év végén változás állt be a nyitrai országgyűlésen, ahol a megjelent nyolc vármegye küldöttsége egymaga próbálta megoldani a problémákat, s portánként 1 forintot ajánlottak fel, amelynek beszedését és az ebből fizetett katonaság ellenőrzését Forgách Zsigmondra bízták. Az adószedők mellé vármegyénként egy-egy nemest állítottak, akik összeírták volna az adózókat. Néhányan, mint Thurzó és Várdai ellenezték az országgyűlés néhány határozatát, de Ferdinánd az ellenzéket figyelmen kívül hagyva szentesítette a végzéseket.

### Szlavónia megszállása
1536-ban a törökök Szlavónia ellen léptek fel támadólag. A szultán követelte, hogy az országrész álljon vissza Szapolyai oldalára, s akkor a török csapatok nem pusztítják. A horvátok nemet mondtak és továbbra is az ellenállást választották. Ám minthogy a stratégiailag fontos Eszék elveszett – amit 1526-ban hódított meg a szultán, mielőtt a mohácsi csatában döntő vereséget mért volna II. Lajosra –, jelentősebb vár nem védte a térséget. Az 1536-ban Boszniából induló török hadjárat során Pozsega, Dubica és Jasenovac is elesett. Innen a törökök könnyen betörhettek volna stájer területre is, azon keresztül pedig elérhették volna Észak-Itáliát, de mindenekelőtt a Dráva-Száva közének nyugati része került veszélybe.
Ferdinánd változtatott eddigi politikáján és a fegyveres harcot már nem Szapolyai, hanem a török ellen akarta folytatni. Felismerte, hogy Szapolyai legfőbb támogatója a szultán, s ha nagyobb győzelmet arat a törökökön, akkor Szapolyai támogatottsága úgy meginog, hogy az békekötésre kényszerítheti, így akár megszerezheti végre az egész országot.
Első lépésben még csak Szapolyai ellen folytatott hadjáratokat. 1537. május 3-án Leonhard von Fels 5000 gyalogosból, 2000 lovasból és 3000 magyarból álló Habsburg sereggel a Tokajban szorongatott Serédy segítségére vonult, de a viszonylag kis létszámú Szapolyai-párti sereg (amelyben Perényi Péter is harcolt) elfoglalta Tokajt és visszavonulásra kényszerítette von Felset. Ezzel szemben Boldogkő, Regéc, Tállya és Makovica Ferdinánd kezére került. Perényi és Bebek Ferenc visszaszorultak a Habsburg seregek elől, mire Fráter György és Majláth segítségükre sietett és sikerült von Fels csapatait a Tiszáig visszaszorítani. Tokajban Serédy egy rendkívül gyalázatos tettet követett el: kifosztotta és lerombolta az ottani pálos kolostort, arra az egyébként megalapozatlan érvre hivatkozva, hogy azt Szapolyai emberei erődépítésre akarták felhasználni. Szapolyainak anyagi gondjai voltak, ezért nem tudott jelentősebb erőket fegyverben tartani, ezért nem támogathatta a törököket Ferdinánd támadása esetén sem.
Bécsben nagy előkészületeket tettek és segítséget kértek más államoktól, de egyelőre a 25 ezer fős hadsereg csak a német birodalmi egységekből, az osztrák tartományokból, valamint Csehországból, Horvátországból és Magyarországról kiállított katonákból összevont erőkből állt össze. Mielőtt a hadjárat megindult volna, júliusban Szapolyai Körmöcbányán még megpróbált békét kötni Ferdinánddal. A tárgyalás nem hozott eredményt ezúttal sem. Míg von Katzianer délen, addig von Fels északon szervezte a törökellenes hadjárat előkészületeit.
A szeptember 30-án fellángoló harcok során Laszky árulása következtében Várpalota Ferdinánd kezére került. Október 14-én Török Bálint feladta Veszprémet Wilhelm von Pucheim erőinek. Ugyancsak ezen a napon Sümeg is a Ferdinánd-pártiak kezére jutott.
A hadjárat helyszínéül Szlavóniát szemelték ki, ahol megnőtt a török hadsereg tevékenységének intenzitása. A hadjárat egyik fő célja Eszék visszaszerzése volt. Eddig ekkora haderőt nem összpontosított magyar területen a Habsburg hadvezetés. Ám a hadjárat végül döntő vereséghez vezetett.
A sereget Johann von Katzianer vezette, aki 1522 és 1526 között szolgált Horvátországban és Boszniában, ezért jelentős helyismeretekkel rendelkezett. Az előrenyomuló hadsereg elől a törökök fokozatosan kitértek, ennek következtében Eszék közelében a seregnek már súlyos utánpótlási gondjai adódtak és von Katzianer szinte tehetetlenül állt a probléma előtt. Alighogy Eszék alá értek, falrontó ütegek híján már lehetetlenné vált a vár ostroma. Hosszas tétovázás után a császári hadvezér elrendelte a visszavonulást. A törökök egy jóval kisebb lovassági erővel üldözni kezdték őket és nagy részüket lekaszabolták a diakovári csatában.
A védelmet fokozni kellett, s von Katzianer helyébe Jurisich Miklóst nevezték ki, aki mellé Nádasdy Tamást és Keglevich Pétert rendelték, kiket báni tisztségbe helyeztek (1533 óta nem volt bánja Horvátországnak és Szlavóniának). Grazban a horvát és szlavón rendek, ezzel együtt a veszélynek kitett Stájerország, Görz, Karintia és Krajna rendjei közösen vitatták meg a védekezés lehetőségeit. A két horvát tartományban negyvenhat vár volt, amelyek védelmét meg kellett erősíteni, mert vagy kevés, vagy egyáltalán nem volt őrsége és lőszere. A várak javarészt magánkézben voltak, de sokat nem tudtak tulajdonosaik fenntartani. Ezt a feladatot Ferdinándnak kellett volna ellátnia. Az elemzők szerint ötezer katonát kellett volna rendszeresen fegyverben tartani, amelyhez a nemességet és a parasztságot részleges, vagy teljes felkelésre is mozgósítani lett volna szükséges, továbbá gondoskodni kellett volna a folyók védeleméről, mivel a könnyen átjárható horvát területeknek egyetlen természetes védelmi vonalát a folyók képezték. Célszerűnek tartották naszádos erők felállítását a folyami hadviselésre. Horvátországnak számára létkérdés volt a Száva biztosítása, mert ha a törökök megszerzik felette az ellenőrzést, nyitva az út Zágráb és Laibach (ma Ljubljana, Szlovénia) felé. Keglevich és Nádasdy különösen fontosnak tartotta Jasenovac visszafoglalását, amelyet Knin eleste után Horvátország Nándorfehérvárának tartottak, mivel előnyös helyen feküdt, bár hadászati értéke kisebb volt Kninnél.
A grazi gyűlés megállapodott Jasenovac visszafoglalásáról és Nádasdy rövidesen rajtaütött a váron, amit könnyűszerrel visszafoglalt. A vár azonban annyira meg volt rongálva, hogy Nádasdynak le kellett rombolnia az erősséget. A törököknek nem volt idejük kijavítani sem, mialatt birtokolták. Ekkor a törökök és a horvátok között valóságos verseny indult, s mindkét fél Jasenovacnál új várat akart építeni. A törökök nem tudták az új erőd építését befejezni, mert a horvát lovasság támadásaival lehetetlenné tette a munkát, de Nádasdy és Keglevich tervei sem valósultak meg, mivel nem volt elegendő pénzük a vár megépítésére. Végül úgy döntöttek, hogy a Kulpánál, az ellenséges területtől négy mérföldnyire húznak új erősséget, de a munkát soha sem fejezték be.
A diakovári győzelem után bár a török megtehette volna, de nem indított ellentámadást, amellyel még nagyobb területre terjeszthette volna ki a hatalmát Horvátországban, viszont Szlavónia jelentős része továbbra is az uralmuk alatt maradt. A horvát területek védelmének megszervezését a következő hónapokban is hanyagolták, mert a két bánnak csak 400 lovasa volt a kincstár költségén, amit az később leszállított 300 főre, de ezek zsoldját már nem fizette ki a Kamara. Még a védettebb Komáromból, Pozsonyból és Mosonból sem várhattak jövedelmet. A bánok saját forrásból sem tudták fedezni a költségeket, mert a háború miatt valamennyi birtokuk elpusztult és leromlott. A filléres gondok miatt más területeken is kútba esett a védelem megszervezése.
Diakovár és a kudarcok arra késztették Ferdinándot, hogy mérlegelje a több mint tíz éve tartó háború tanulságait és esélyeit a harc megnyerésére. Szapolyai is hasonló gondokkal küzdött, mert tudta, hogy valójában a törökök nyerték meg a háborút és ennek ő és Ferdinánd a valódi vesztesei. Úgy vélte, hiába a török szövetség, ha Magyarországnak a szultán hatalma alá kell vetnie magát.
November 29-én Rozgonyban a felek újabb tárgyalásba kezdtek. Tokaj ekkor még ismét gazdát cserélt, s alig egy hónap múlva Sárospatakon ismét tárgyalóasztalhoz ültek a felek. 1537 végére az osztrákok kiszorultak Horvátországból és már csak két vár maradt a kezükben. Dalmáciában elesett a stratégiai jelentőségű Klissza.
1538. január 21-én Kecsethy püspök fegyvereseivel a Zalaszántó melletti Tátika várát elfoglalta a Pethő családtól, majd sok kincset zsákmányolt a szentléleki, keszthelyi, segesdi és örményesi várnak használt kolostorokból, közel százezer forint értékben.

### A háború befejezése, a váradi béke

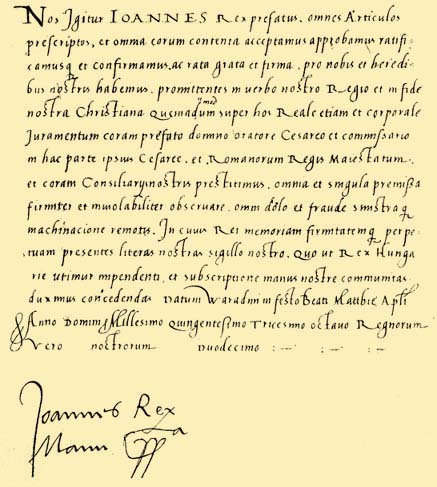
A váradi béke szövege.

Ferdinánd ismét elküldte tárgyalásra Wese érseket, akit Károly nevében teljhatalommal ruházott fel, hogy békét teremtsen. Wese György baráttal találkozott elsőként, aki biztosította arról, hogy békések a szándékai. Mellette részt vett a tárgyaláson Laszky is, akit ekkor már kiengedtek a Csonkatoronyból, de hivatalos felhatalmazást nem kapott.
A leleményes barát sikeresen elsimította az ügyet. György barát számára nem volt közömbös a háború folytatása, mivel tudta, hogy Ferdinánd katonailag nem elég erős, de tudta mennyire kellemetlen a török szövetség, ezért a kialakult politikai helyzetben a legfontosabb, ha nyugalom teremtődik az országban és lezárulnak az 1526 óta tartó belviszályok. A béke lehetővé tehette volna, hogy Magyarország kijusson abból a zsákutcából, amibe akkor került, amikor Szapolyai szövetséget kötött a törökökkel.
Első lépésben decemberben huszonnyolc napi tűzszünetben állapodtak meg Kassán, a teljes béke megkötése egyelőre lépésről lépésre haladt. Bár Ferdinánd úgy nyilatkozott, hogy kész bármilyen kompromisszumot kötni, de Wesének átadott utasításai nem feleltek meg állításainak. Követelte Kassa és Pest átadását, ezen kívül további teljesíthetetlen követelésekkel is előállt, valamint megújította több régi kívánságát is.
A tárgyalások további szakaszai Sárospatakon zajlottak, ahol 1538 januárjában egy márciusig terjedő fegyverszünet jött létre. Ekkor tették át a tárgyalások helyszínét Váradra. Itt újabb problémák merültek fel a megegyezéssel kapcsolatban, és Szapolyai habozott.
A váradi békét, amely véget vetett a magyar belháborúnak, február 24-én írták alá a felek teljes titoktartás mellett. Wese külön esküt tett a béke megtartására, Boroszlóban pedig Ferdinánd is aláírta.
A váradi béke azon túlmenően, hogy kettéosztotta az országot Ausztria és Szapolyai között, egy nagyon lényeges kitételt tartalmazott. Mivel Szapolyai nem volt házas, nem rendelkezett utóddal és már elég előrehaladott korban volt, ezért ha nem születik utódja, akkor halála esetén a teljes ország Ferdinándra és annak utódaira száll. Egy másik kitétele is volt a váradi békének, mégpedig ha mégis akadna utód, akkor a „Szepesség hercege” címmel fogják kárpótolni.
A diakovári vereségen okulva, V. Károly vezetésével ez év februárjában Spanyolország, Róma, Velence és a Német-római Birodalom közös törökellenes szövetséget kötött. Július 18-án Ferenc királlyal is béke született Aigues Mortes-ban, és egyes körökben felmerült Franciaország csatlakoztatása is a szövetséghez.
A váradi béke után még kisebb harcok folytak az országban. Márciusban Pápát rohanták meg az osztrákok zsoldjában álló szerbek, mire Török Bálint feldúlta Győrt és végigportyázta Veszprém vidékét, ami miatt Ferdinándnak 600 spanyol katonát kellett a várba vezényelnie.

## A háború után

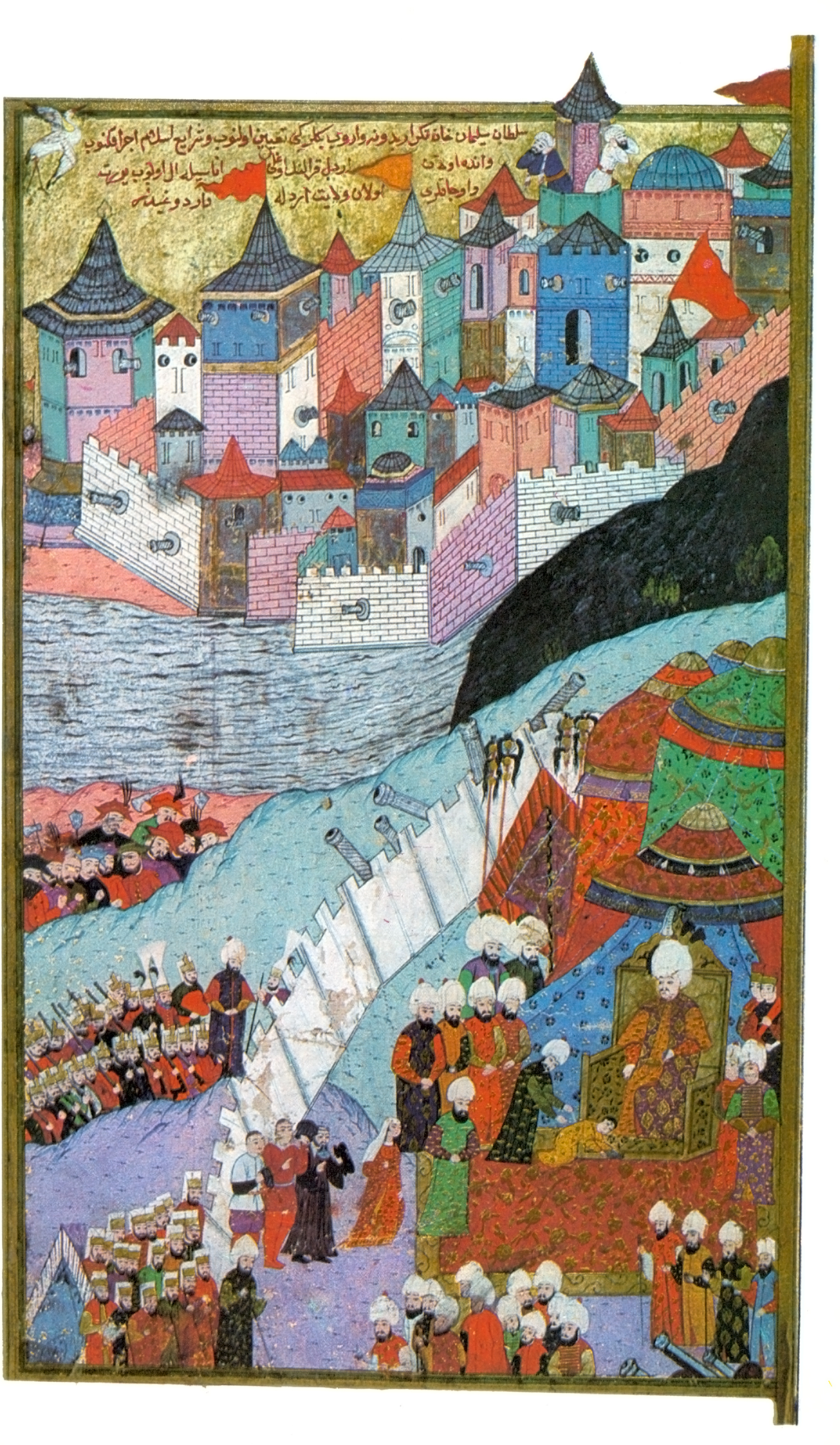
Oda Buda! A kép Szejjid Lokman török krónikás művéből való. Szulejmán fogadja János Zsigmondot sátrában, mialatt a várba janicsárok szivárognak be.

A váradi békével esély kínálkozott, hogy Szapolyai újra keresztény oldalra terelje országát, és a magyar hadakat végül a török ellen egyesíthesse, így Nándorfehérvárat is visszafoglalhassa.
A szakítást azonban nem volt szabad siettetni, mert amíg a háborúban Ausztria és Magyarország egyaránt kimerült, addig az Oszmán Birodalom változatlanul állt harci morál tekintetében. A békét igyekezték elhallgatni a szultán előtt, aki viszont mégis tudhatott az egyezségről. Szulejmán nem lépett azonnal, hanem körültekintően figyelte, hogyan alakulnak a dolgok.
Szapolyai kezdetben bizalmatlan volt Ferdinánddal szemben, s tudta, hogy a németektől remélt török elleni segítségben sem bízhat. Nem hárult el a veszélye annak sem, hogy a szultán, aki eddig támogatta, most ellene fordul és végül a Habsburgok mellé áll. Már Szulejmán moldvai hadjárata alatt is attól tartott, hogy a török ellene is fellép, hogy Gritti halálát megbosszulja, ezért lezárta a román területek felé vezető erdélyi hágókat. Mivel félelme nem igazolódott be, később még a menekülő Péter fejedelmet is befogadta Erdélybe.
A nemesség már 1530-tól láthatta, hogy az ok, ami az országot ebbe a katasztrófába juttatta, nem a királyok személyében, hanem a kettős királyválasztás észszerűtlenségében rejlik.
```
A helyzeten nem lehetett javítani, mert a két király tehetetlennek bizonyult a legfőbb ellenség, a törökök ellen. Ismét felmerült az 
1526
-ban elhalasztott kísérlet arra, hogy a 
lengyel királyt
 a magyar trónra ültessék, de ebbe Zsigmond király a két rivális meggyengülését látva sem ment bele.
```

## A következmények
A váradi békével lényegében Szapolyai lemondott arról, hogy családja uralmát maradandóvá tegye. Eleinte abban a meggyőződésben volt, hogy sokkal jobb lesz így épp a törökök miatt, akik szövetségüket szinte úgy kezelték, mintha ellenségük lett volna (birtokait pusztították).
Fráter György a következő két évben igyekezett megerősíteni a váradi békekötésben foglalt megállapodásokat, melyek betartása még nem volt maradéktalan. 1538 végén 300 ezer arany adót sikerült beszednie a kincstárba.
Ekkor olyan fordulat következett be, amely érintette a békekötés kitételeit is. Szapolyai úgy döntött, hogy megházasodik, ezért feleségül vette Zsigmond lengyel király lányát, Izabella hercegnőt. A királynő rövidesen fiút szült neki, akit apja és nagyapja után Istvánnak kereszteltek, és talán a János és a Zsigmond neveket is kapta. Nem sokkal a gyermek megszületése előtt a király szélütést kapott, amelyet ugyan még túlélt, ám rövidesen meghalt. Miután megtudta, hogy fia született, ezért gyorsan megváltoztatott minden eddigi rendelkezést, amit a váradi béke feltételeinek betartását illetően tett. Talán betegsége is hozzávezetett ahhoz, hogy arra biztatta híveit, távolodjanak el a Habsburgoktól, ehelyett bizalmukat „feltétlenül” I. Szulejmánba fektessék.
Szapolyai meghalt és a rendek a csecsemő János Zsigmondot emelték trónra. Mikor Ferdinánd értesült erről, sereget küldött Buda ellen, amit a török felmentő hadak űztek el.
A sereget vezető Szulejmán mérlegelte a helyzetet és úgy ítélte, hogy a magyarok nem megbízhatóak, ezért ügyes csellel megszállta Budát. A janicsárok „látogatókként” beszivárogtak a várba, az őrséget semlegesítették és kitűzték a zászlókat.
Szulejmán előtt még aznap megjelent János Zsigmond, akit a saját kezébe vehetett. Nem akart hát igazságtalan lenni a csecsemő királlyal, akinek látványa meghatotta az idősödő uralkodót, részben ezért meghagyta számára Erdélyt és a Tiszántúlt. Jóllehet elfoglalhatta volna azokat a területeket is, de ez a falat egyelőre túlságosan nagy lett volna, ezért inkább a török-párti magyar csoportra bízta a kormányzását, hűbéres terület gyanánt.
Az Oszmán Birodalom ekkor már Buda és Nándorfehérvár között egy ék alakú keskeny területet foglalt el, amit a következő évtizedek harcaiban a török haderő egyre jobban kiszélesített, csapások sorozatát mérve a magyar és Habsburg-párti erőkre.
Buda elvesztésével a történetírás általában az ország három részre szakadásáról beszél. Valójában Magyarország nem szakadt ketté a kettős uralkodói helyzetben, hiszen mindig is a „két király, egy ország” talaján mozogtak. II. János a Ferdinánddal folytatott tárgyalásaiban a címhasználat kérdésével szintén az egységes ország mellett tette le voksát, és ugyanígy Ferdinánd is. Az ország de jure nem szakadt ketté, csak de facto, mert a két uralkodónak meghatározott befolyási övezete volt, ahol ténylegesen is királyként uralkodhatott, de mindketten igényt tartottak a teljes országra. (Lásd még: Erdélyi Fejedelemség kialakulása.) A harmadik rész pedig a török által hódoltatott terület, amely nem tekinthető „résznek”, hanem csak Magyarországtól elhódított térségnek. Ezért a „három részre szakadt ország” említése 1571 előtt nem tekinthető helyesnek, és ekkor is csak két részre szakadt.
A helyzet nem kizárólag a helytelen Szapolyai-, vagy Habsburg-politikának, vagy a külföld nem elég gyors reagálásának tulajdonítható. Az ország ilyen bukása egy hosszú hanyatlási folyamat része, ami a Jagellók korában indult. Felelősek ezért az ország azon vezetői, akik önmaguk javát szem előtt tartva süllyesztették anarchiába az országot.

### A háború okozta károk és zűrzavar
A háború kezdetén, a török támadásokat még ki sem hevert Délvidékre Cserni Jován okozta felkelés zúdult. Az agresszív szerb felkelők leginkább törökökhöz mérhető rablásai és gyilkosságai miatt egészen elnéptelenedett a terület, s ez lehetővé tette, hogy oda a török uralom alatt délszláv csoportok (a mai sokácok és bunyevácok ősei) települjenek.
Szapolyai és Ferdinánd között kirobbant háború során a két párt hívei egymás birtokait is pusztították. A török dúlások miatt elmenekült parasztok egy része nem tudott visszatérni földjeire, s más területen volt kénytelen megtelepedni. A számukat az 1540-es évektől még tömegek gyarapítják. A török „segítség” számukra ugyanazt eredményezte, mint 1526-ban, azaz a pusztulást. Sem a törökök, sem a magyar hadak, sem az idegen spanyol, olasz és német csapatok, vagy Cserni Jován felkelői nem voltak tekintettel arra, mely terület tartozik a velük ellenséges, vagy szövetséges király, avagy főúr hatalma alá. Éppúgy rabolták, fosztogatták a területeket, a lakosokat megölték, elkergették, vagy rabságba vetették. A Dél-Erdélybe betörő szerbek, akik már ekkor vitathatatlanul Ausztria szövetségesei voltak, feldúlták a Ferdinánd-párti Brandenburgi György birtokát, s az uradalom parasztjai fegyvert ragadtak ellenük.
Tekintet nélkül mindenki mindenkinek az ellensége volt, ám ha figyelembe vesszük az 1490 és 1526 között végbement változásokat Magyarországon, akkor nem meglepő, hogy ez lett a következménye. A magánföldesúri szemléletet tökéletesen mutatja Gyula ostroma 1529 és 1530 között, vagy pedig Móré László esete.
A kincstár már a Jagellók alatt is üresen tátongott, mert a gazdaságot az 1514-es parasztok elleni törvényekkel is sikerült alaposan legyengíteni, sőt a következő háborúk a maradékot is tönkretették. Gritti ezért sem tudta megtölteni a kincstárat, amikor még Szapolyai szolgálatában állt, de amit összeszedett, azt a maga részére eltette.
A váradi béke távlatilag az átpártolásoknak is véget akart vetni, mivel a háború alatt a színt váltó birtokosok amint urat cseréltek, átmentek más területekre, és olykor jobbágyokat is hurcoltak magukkal. Az ingadozás anyagilag rosszul érintette a királyokat, mert az átállók legtöbbje feltételekhez kötötte hűségét: ez rangot, birtokot, jogot vagy pénzt jelentett. Az állapotot jól jellemzi Károlyi Árpád 1879-ben:

„Nem csoda ha bizonyos elsötétülés fogja el annak lelkét, a ki az egykorú akták közt lapoz s látja, hogy kivétel nélkül birtokkérés, adományozás, ígéret, tehát anyagi érdekek azok a rugók, melyek a kicsiny vagy nagy szerepet játsszók politikai meggyőződését általán szabályozzák, s hogy a legszebb, legjobb hangzású történeti nevek viselői annak a részére állnak a két ellenkirály között, a melyik többet tud ígérni, többet tud adni.”

– Károlyi Árpád: Adalék a nagyváradi béke s az 1536–1538. évek történetéhez, Budapest 1879.

Kevés azoknak a száma, akik csalódottságuk vagy meggyőződésük miatt álltak át. Emiatt Habsburg Ferdinánd és Szapolyai János királyságainak pontos határait elég nehéz felmérni, sőt lehetetlen, mert addig ért ameddig a híveik birtoka, ezek pedig sokszor változtak. A nagyobb birtokokat nem is lehetett felosztani, mert annyira szétszórt területen helyezkedtek el, hogy lehetetlen volt igazítani bármelyik király területéhez.

### Egyéb velejárók

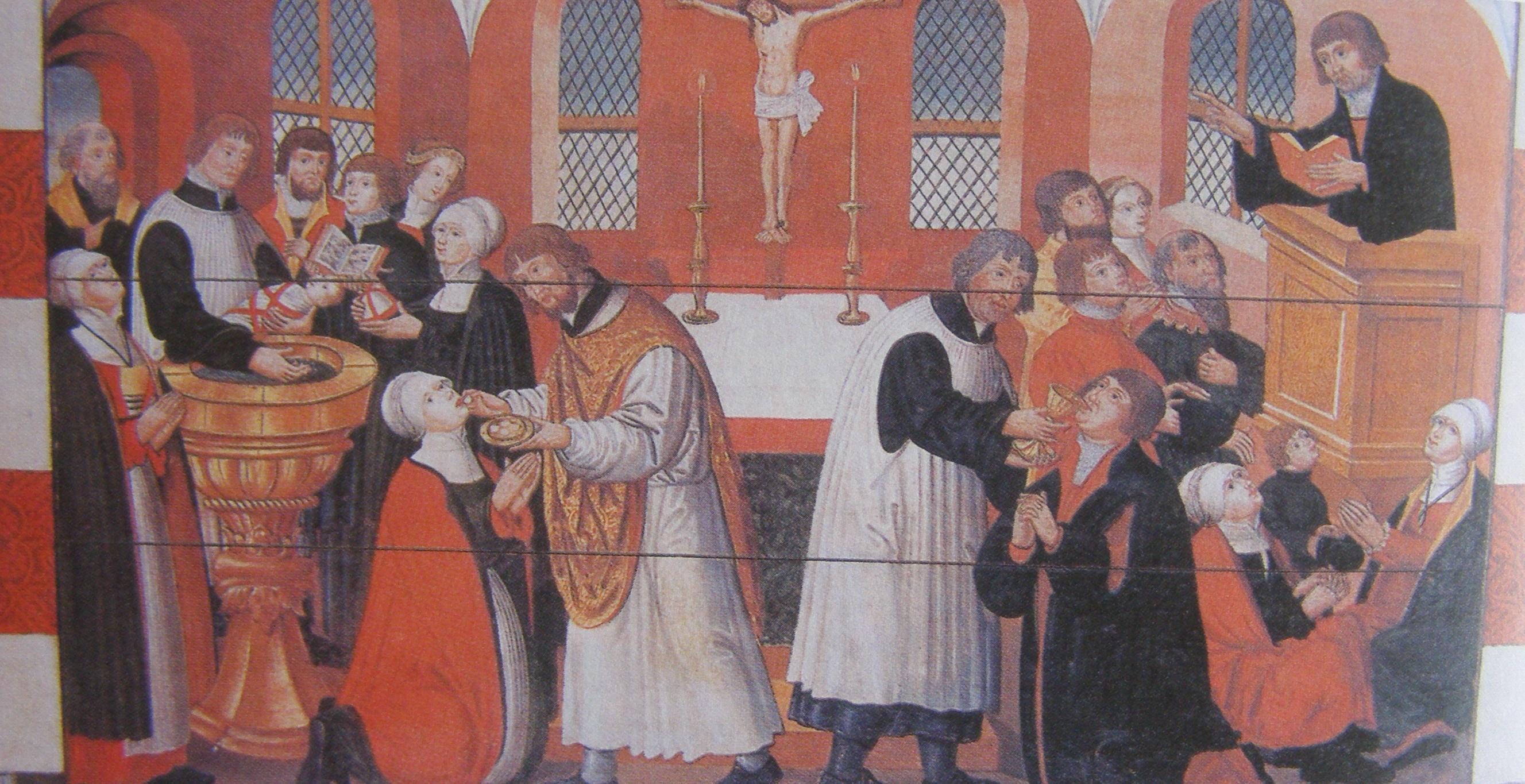
A lutheri és a kálvini reformáció különbségei. Olajfestmény a 17. századból.

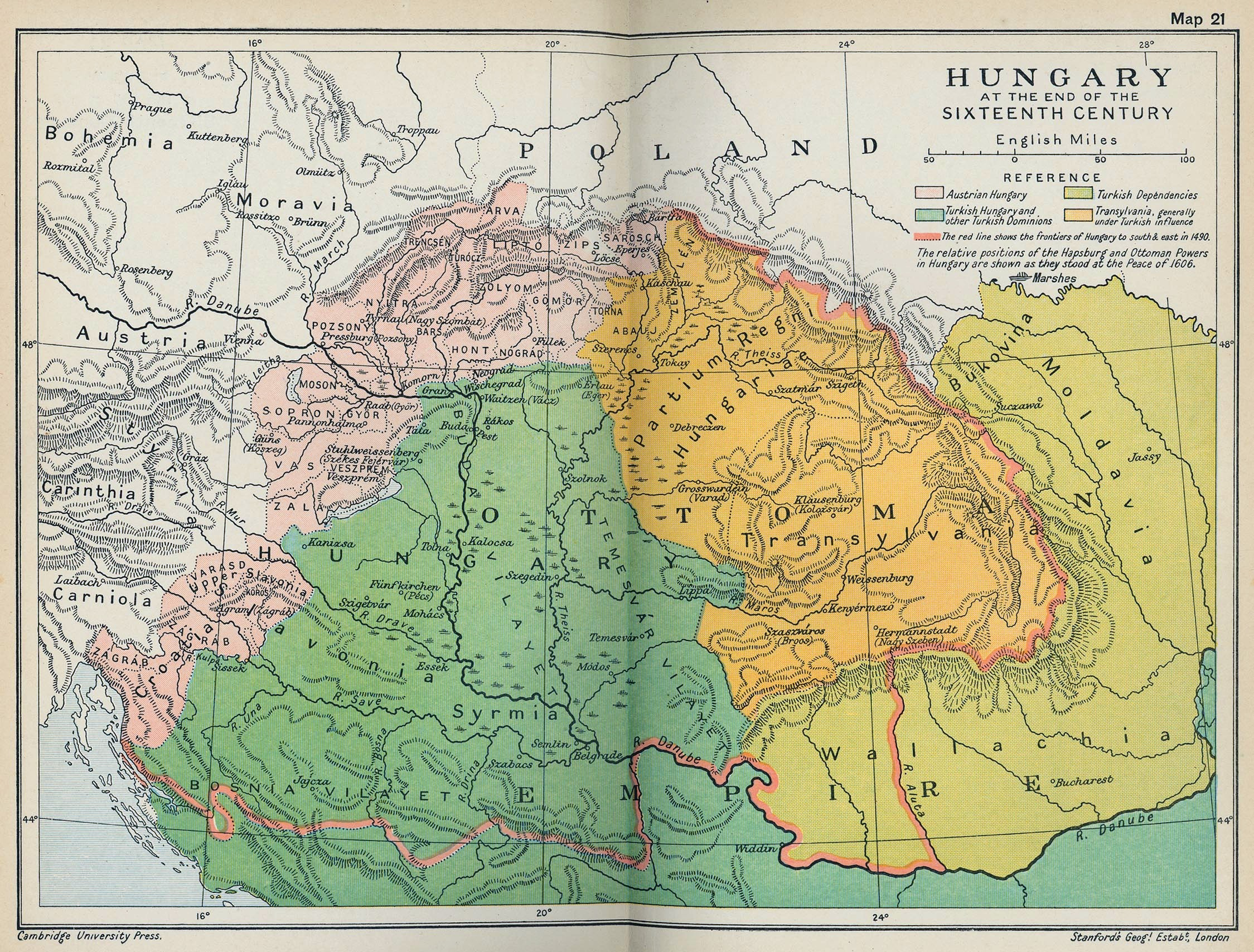
A Magyar Királyság területe a 16. század végén

Az ország összeomlása, a maguk céljait néző, önző főurak és tehetetlen uralkodók miatt a lakosság között igen széles körben kezdett terjedni a reformáció. A csalódottságot fokozta a régi katolikus vallásban, hogy az országot martalékul feláldozók, árulók és pártoskodók között szép számmal voltak katolikus főpapok.
A reformáció már II. Lajos uralkodásától jelentkezik, Csehországban Szászország szomszédsága miatt már korábban terjedt, s maga Mária királyné is rokonszenvezett elképzeléseivel. Először az ország német polgársága, családi kapcsolatai révén vette át az új vallást, aminek útját állni sem Lajos, sem a két király nem tudta. A mohácsi mezőn a legtöbb katolikus egyházi vezető holtan maradt, így a vezetés gyengülése is lehetővé tette, hogy fokozottabban terjedhessen az új hit.
Épp ez a szörnyű polgárháború volt, amely miatt a hívek száma a magyarok között is gyarapodott: először polgárok, jobbágyok, kisnemesek, nemesek, majd a 16. század végére a főnemesség háromnegyed része vette fel az új vallást. A prédikátorok nyíltan felemelték szavukat az embereket ígéretekkel áltató katolikus uralkodók, főpapok és nemesek ellen, melyek a reneszánsz Rómával együtt, ugyanúgy „fürdenek az erkölcsi züllöttség fertőjében”.
Az erdélyi szászok – akik végig kitartottak a Habsburgok mellett –, vették át egységesen a lutheri hitet, s ezt maga Ferdinánd is jóváhagyta 1558-ban.
A zűrzavarok okozta helyzet, majd az ismétlődő török támadások miatt Bécs, vagy a magyar vezetők nem is gondolhattak arra, hogy komolyan fellépjenek a protestantizmus ellen, erre majd csak évtizedek múlva kerül sor, akkor valódi véres küzdelmek alakulnak ki a felekezetek között. De a protestánsoknak nemcsak a katolikusokkal kellett szembenézniük, hanem mindannyiuk közös ellenfelével, a törökökkel is. A falvak népe amennyire lehet, harcolt a betörő oszmán portyázókkal, sok esetben a templomok falai közé zárkózva, ahonnét gyakran protestáns prédikátorok irányították a harcot, buzdítva az embereket prédikációikkal. A szászok templomerőd-láncot hoztak létre, ahová az emberek az oszmán, havasalföldi és tatár támadások idején menekülnek majd be. Számos helyen alakítottak át templomokat erődökké, mert az új végvárvonal megszervezésénél már nem voltak olyan jelentős kővárak, mint amelyek 1526 előtt a Délvidéken álltak.